# Liste der Baudenkmäler in Kitzingen
Auf dieser Seite sind die Baudenkmäler in der unterfränkischen Großen Kreisstadt Kitzingen zusammengestellt. Diese Tabelle ist eine Teilliste der Liste der Baudenkmäler in Bayern. Grundlage ist die Bayerische Denkmalliste, die auf Basis des Bayerischen Denkmalschutzgesetzes vom 1. Oktober 1973 erstmals erstellt wurde und seither durch das Bayerische Landesamt für Denkmalpflege geführt wird. Die folgenden Angaben ersetzen nicht die rechtsverbindliche Auskunft der Denkmalschutzbehörde.
 Diese Liste gibt den Fortschreibungsstand vom 15. Dezember 2023 wieder und enthält 238 Baudenkmäler.

## Ensembles

### Ensemble Marktstraße

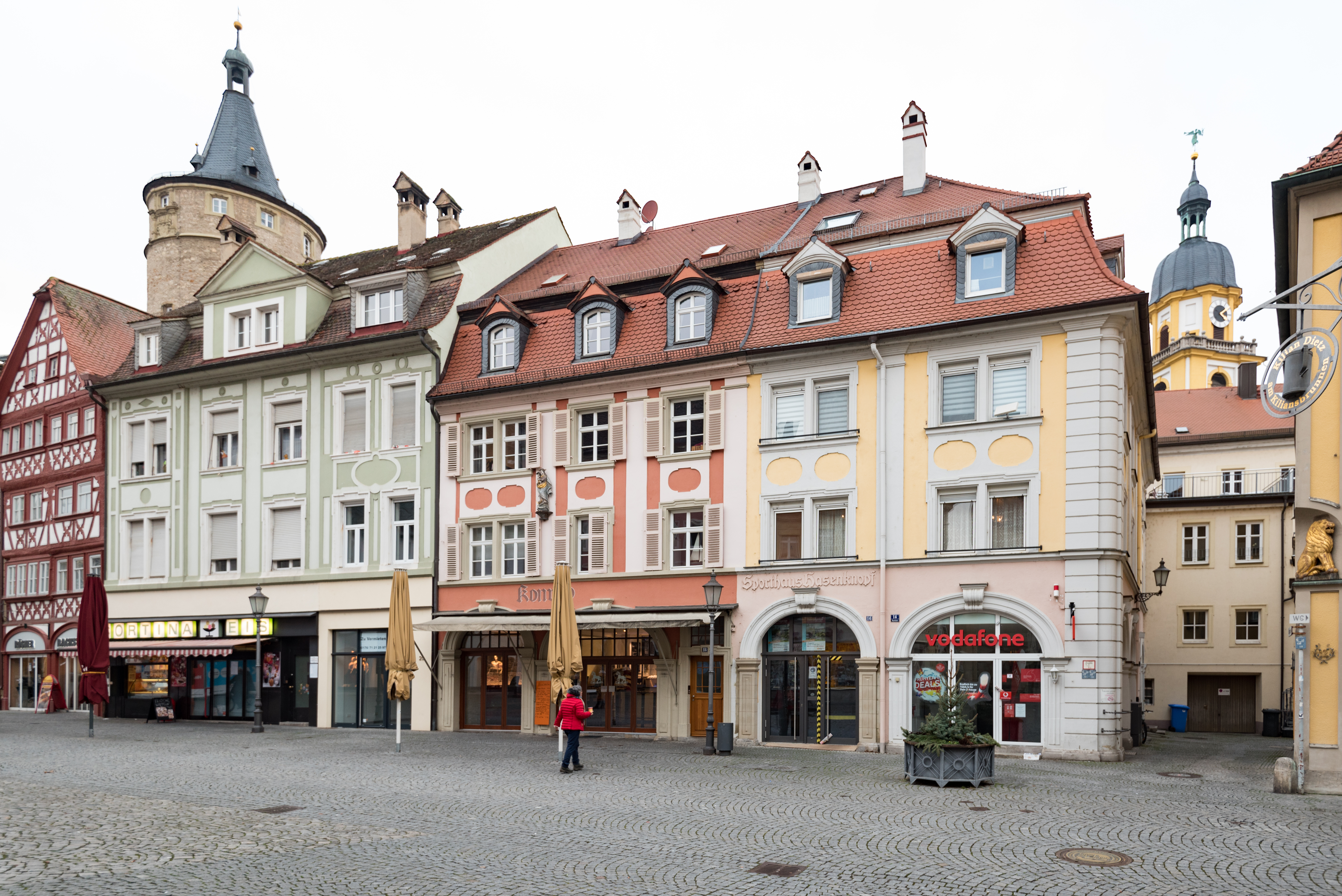
Marktstraße 24, 22, 20, 18, 16, 14, Ansicht 2021

Der Ort Kitzingen entstand an einem wichtigen Mainübergang im Anschluss an die im 8. Jahrhundert gegründete Reichsabtei und entwickelte sich im 12./13. Jahrhundert zur Stadt. Schwerpunkt der bürgerlich-städtischen Siedlung ist der Marktplatz, eine räumliche Erweiterung der auf die Mainbrücke zielenden, mittelalterlichen Hauptdurchgangsstraße. Aus der ursprünglichen Giebelhausreihung hat sich ein einziges Fachwerkhaus erhalten (Marktstraße 26). Das von der Giebelfront des Renaissance-Rathauses beherrschte Platzbild, in welches der Marktturm und der Turm der katholischen Stadtpfarrkirche hineinspielen, wird durch drei- und viergeschossige Traufseithäuser des 18. Jahrhunderts und diesen angeglichene neuere Bauten des 19. Jahrhunderts bestimmt. Umgrenzung: Marktstraße 2, 4, 6, 8, 10, 12, 14-26, 28, 30, 32, 34, 36, Obere Kirchgasse 2. Aktennummer: E-6-75-141-1.

## Stadtbefestigung
Von der inneren, den Stadtkern im Rechteck umgebenden Stadtmauer des 13./14. Jahrhunderts haben sich wenige Teile an der Südseite (Kapuzinerstraße) erhalten. Ebenso ist von der erweiterten, ein großes Dreieck bildenden Befestigung des 15. Jahrhunderts, die die Vorstädte einbezieht, nur wenig erhalten. Vor allem an der Mainseite und in der Grabenschütt sind Türme in Häuser verbaut erhalten. Aktennummer: D-6-75-141-3.
Innere Stadtbefestigung
- Kapuzinerstraße: Reste von Mauer und Türmen des inneren Befestigungsringes, 13./14. Jahrhundert
  - westlicher Turm (Lage)
  - mittlerer Turm (Lage)
  - östlicher Turm (Lage)
- Marktstraße 32: Marktturm (Lage), Befestigungsturm der inneren Stadtmauer, Untergeschosse 13./14. Jahrhundert, Obergeschoss 1546 (D-6-75-141-99)
- Schrannenstraße 38: Mauerturm (Lage), Rundturm der inneren Stadtmauer, 13./14. Jahrhundert

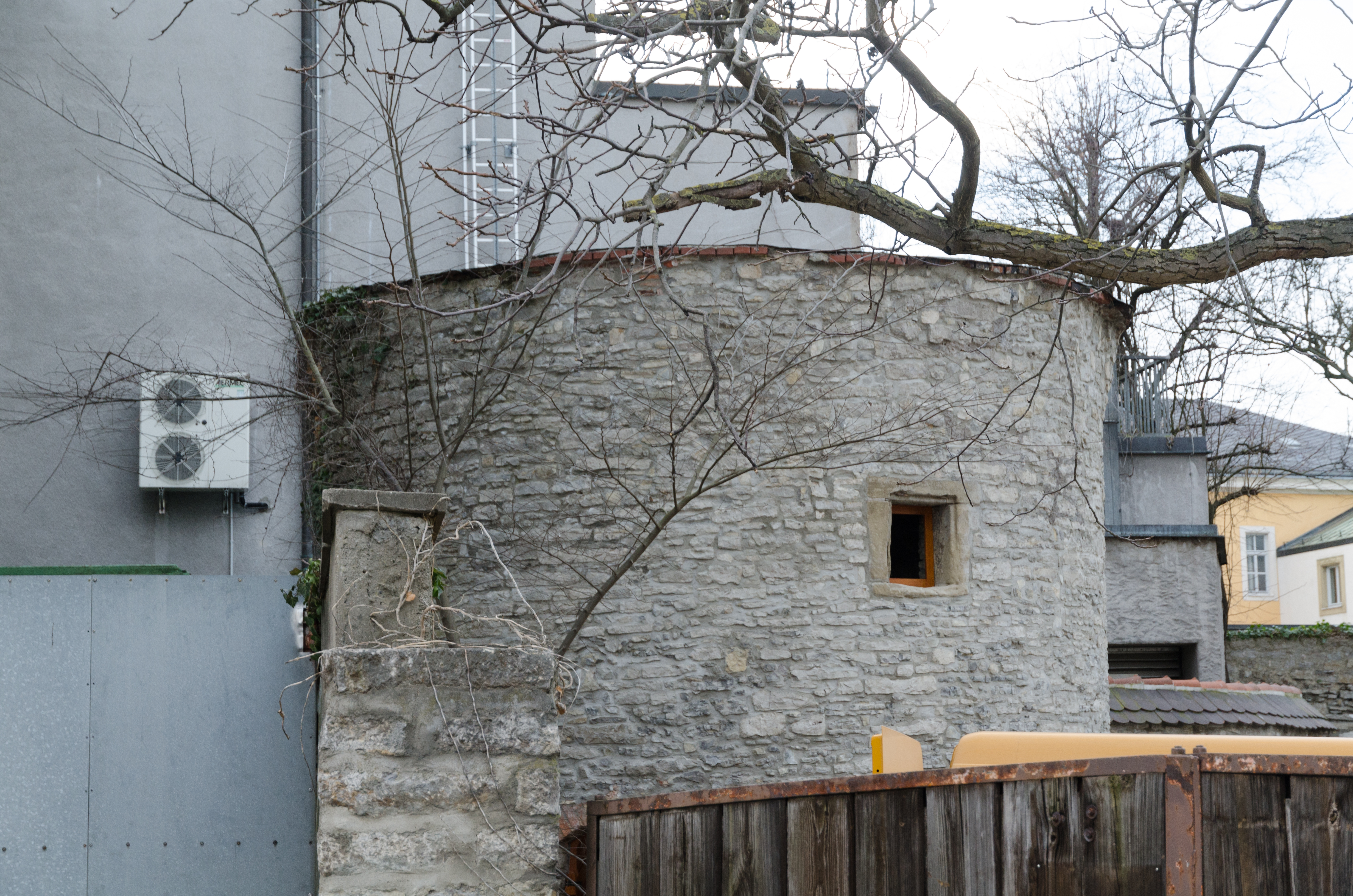
Kapuzinerstraße, westlicher Mauerturm weitere Bilder
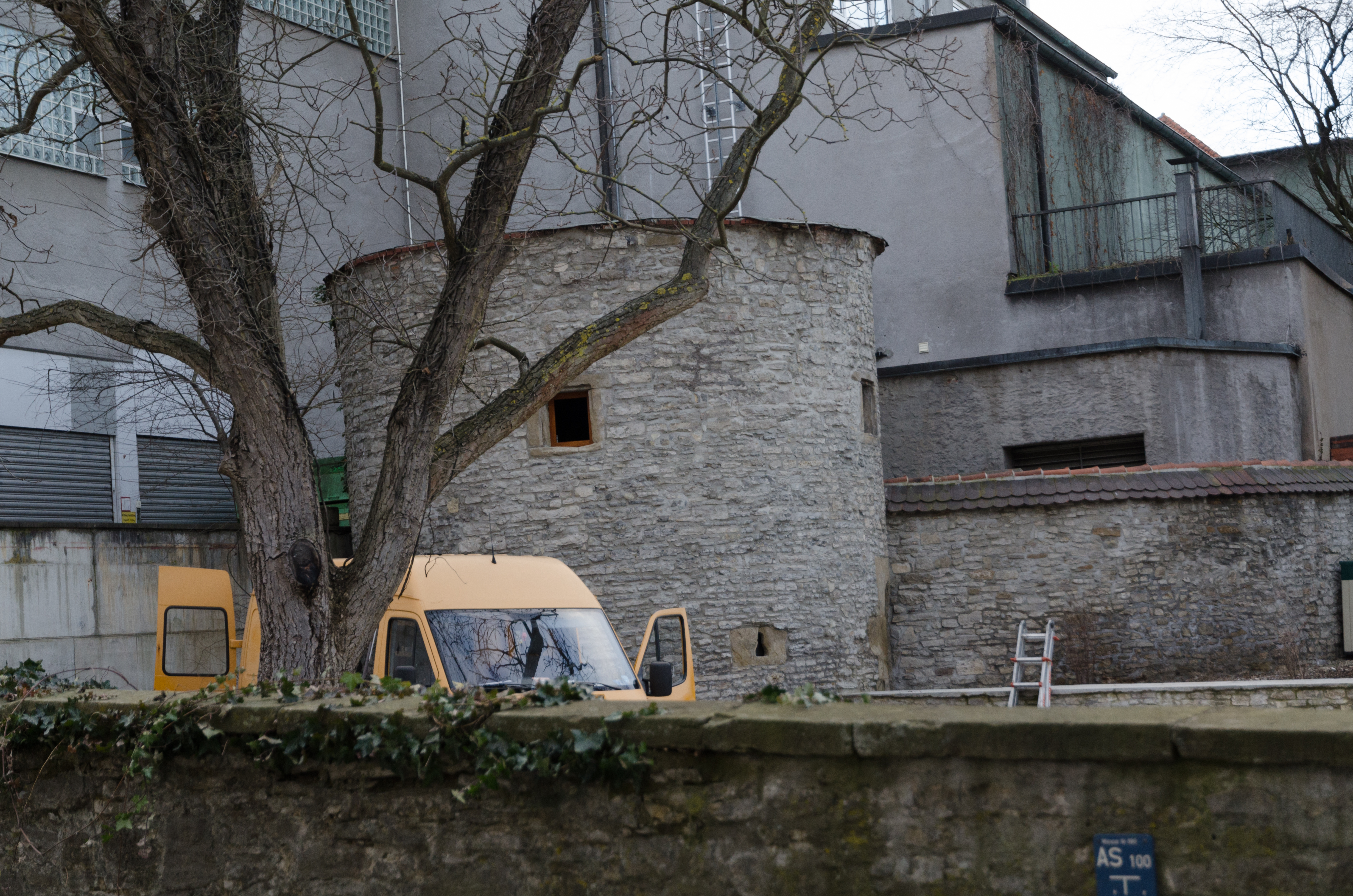
Kapuzinerstraße, westlicher Mauerturm weitere Bilder
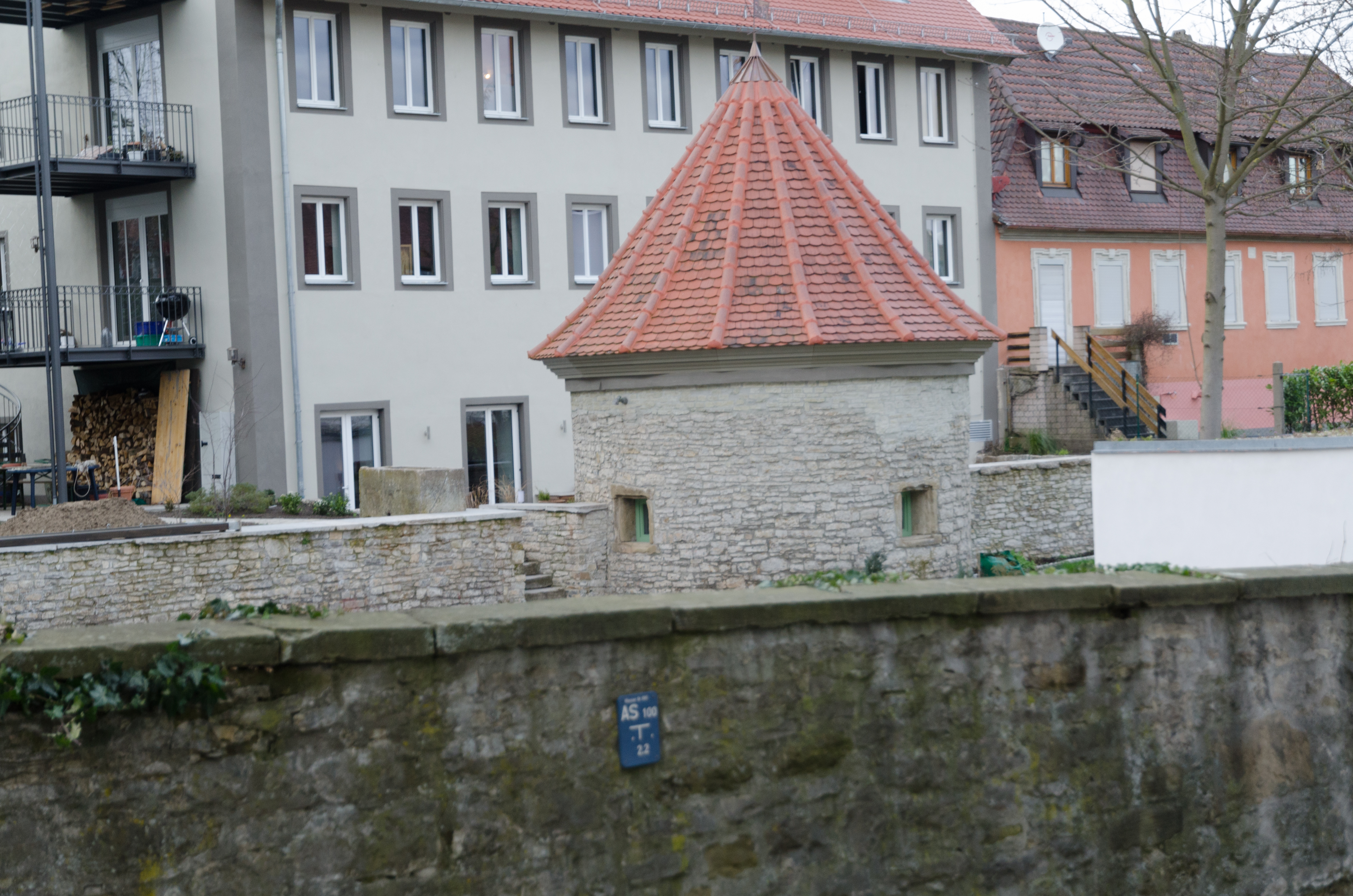
Kapuzinerstraße, mittlerer Mauerturm weitere Bilder
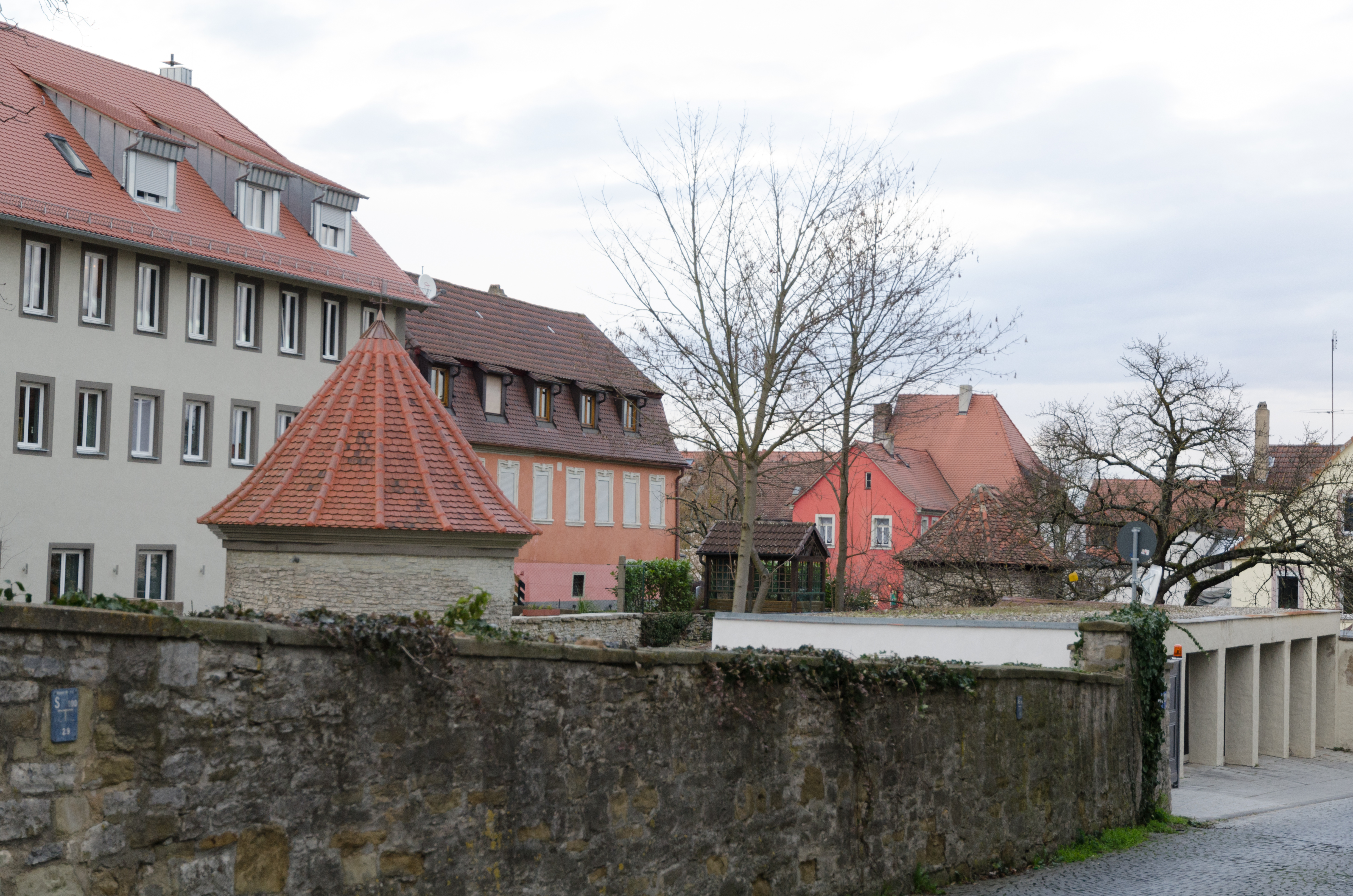
Kapuzinerstraße, mittlerer Mauerturm weitere Bilder
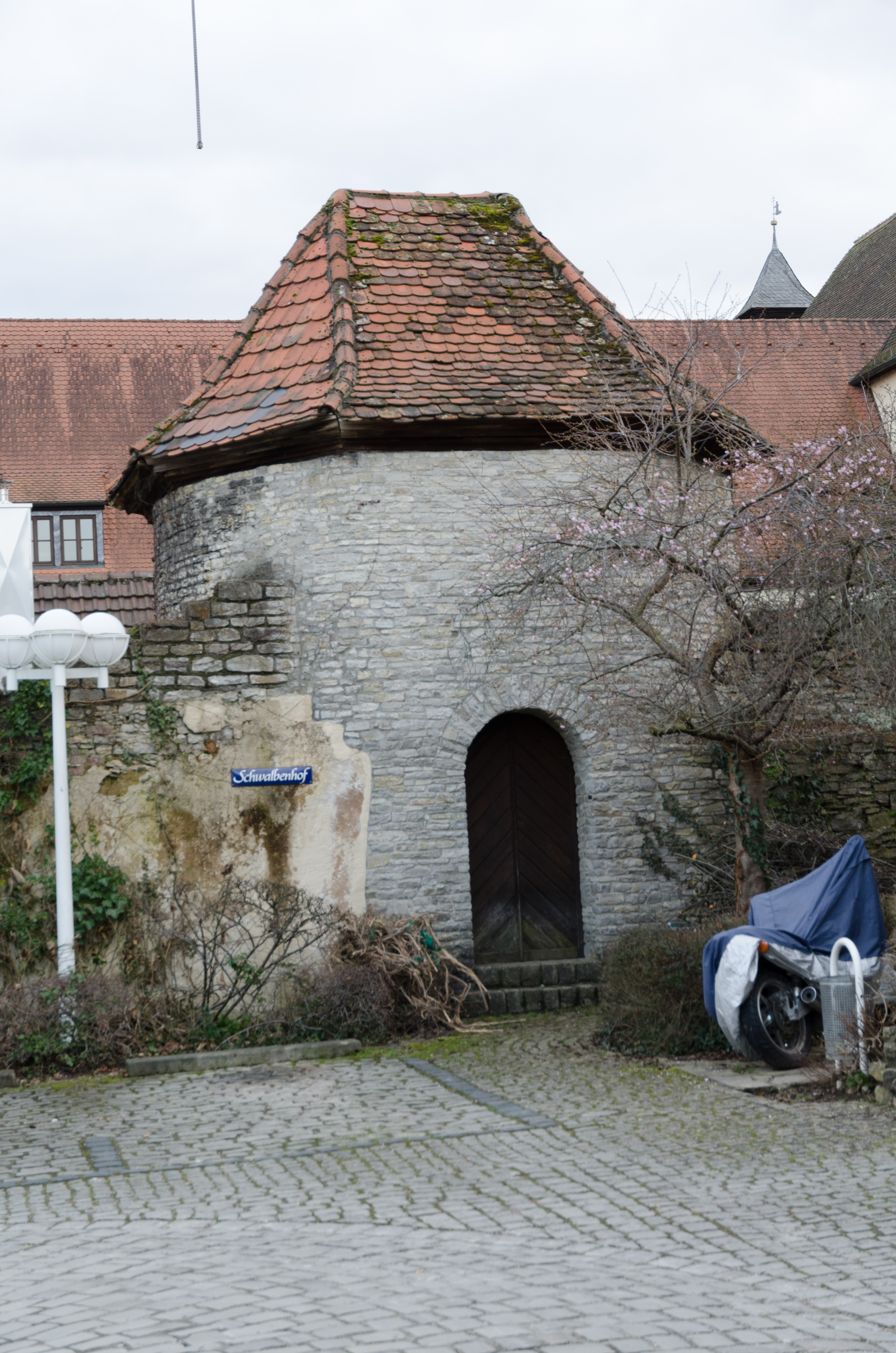
Kapuzinerstraße, östlicher Mauerturm weitere Bilder
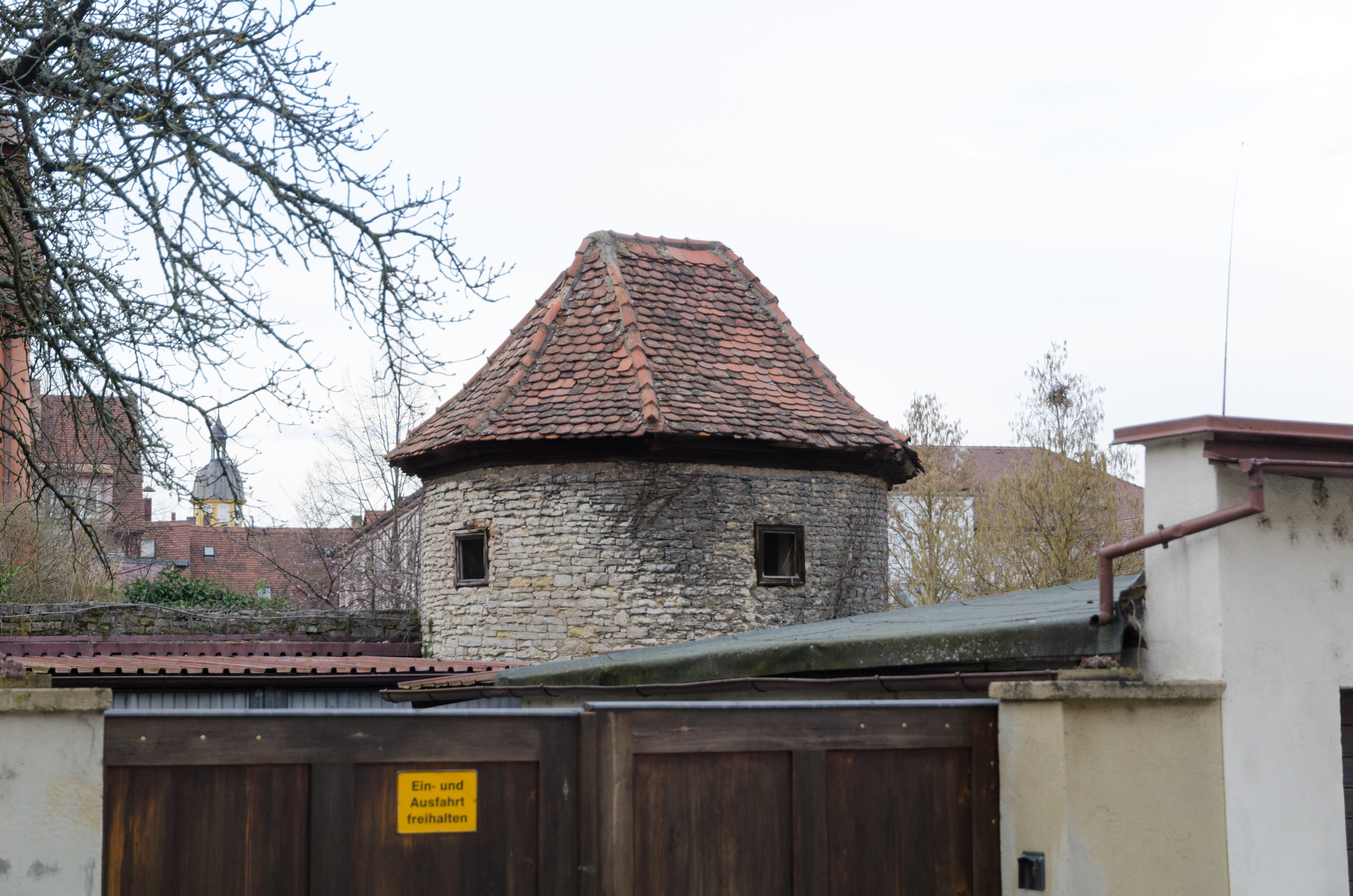
Kapuzinerstraße, östlicher Mauerturm weitere Bilder
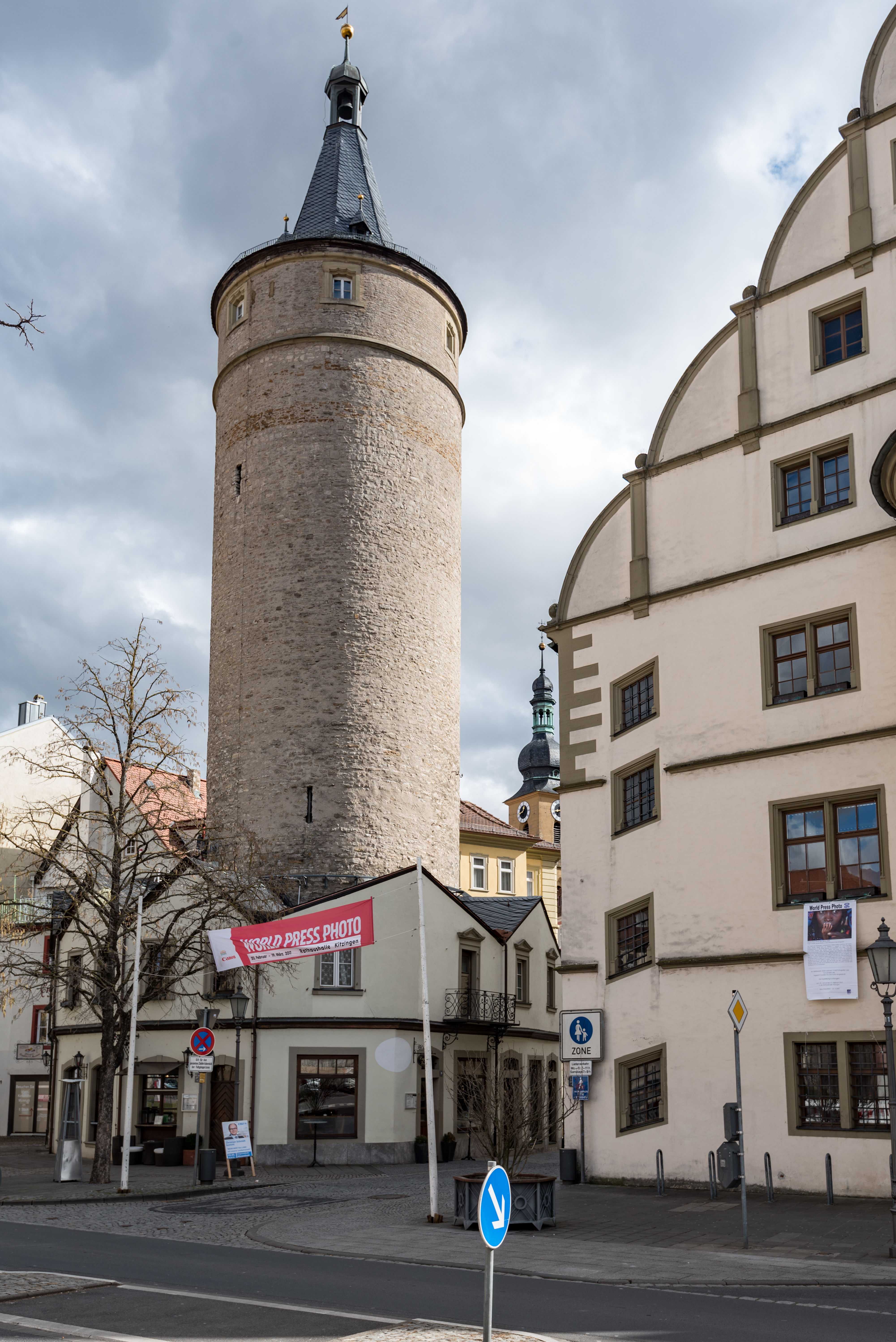
Marktturm weitere Bilder
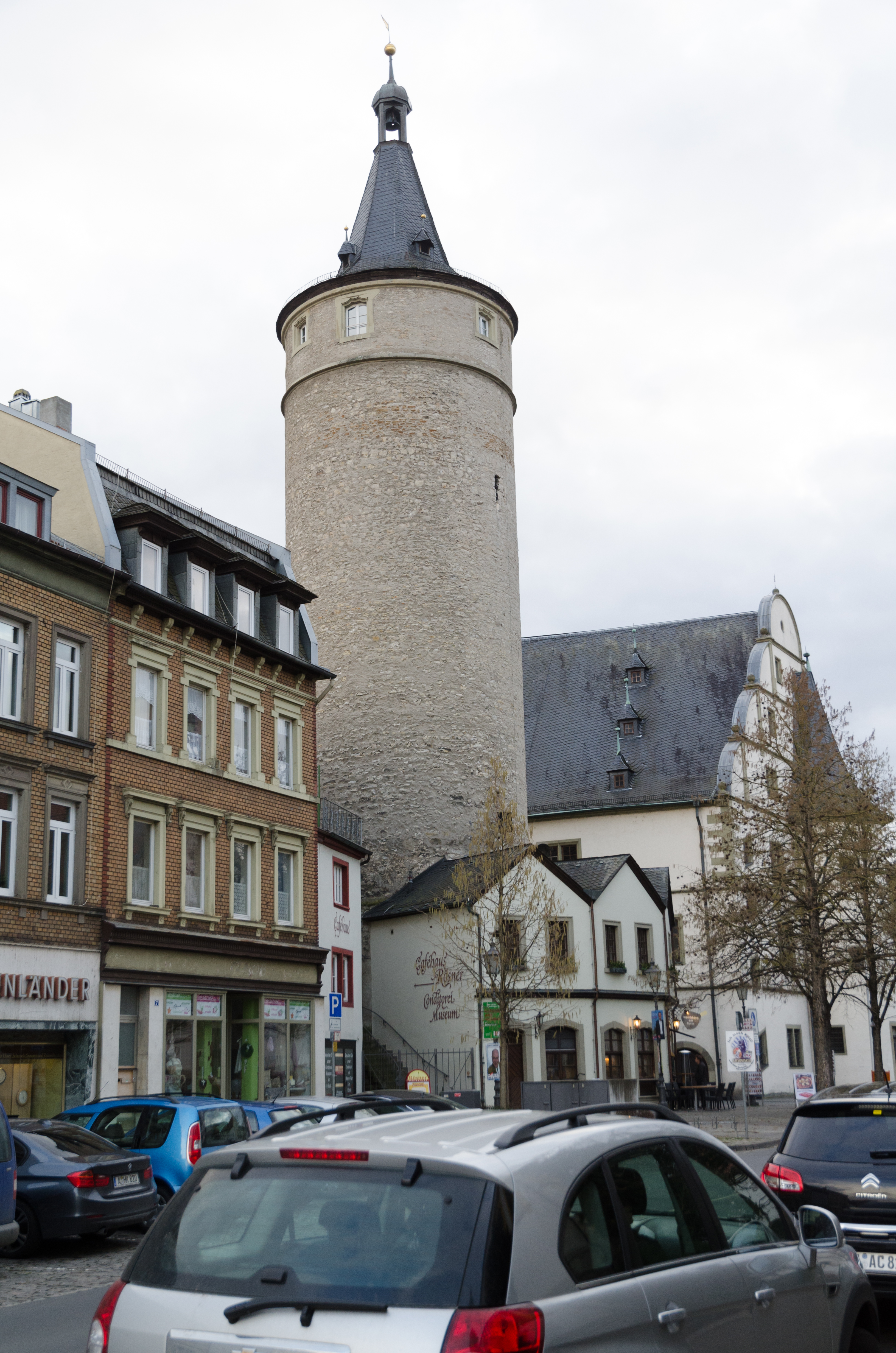
Marktturm weitere Bilder
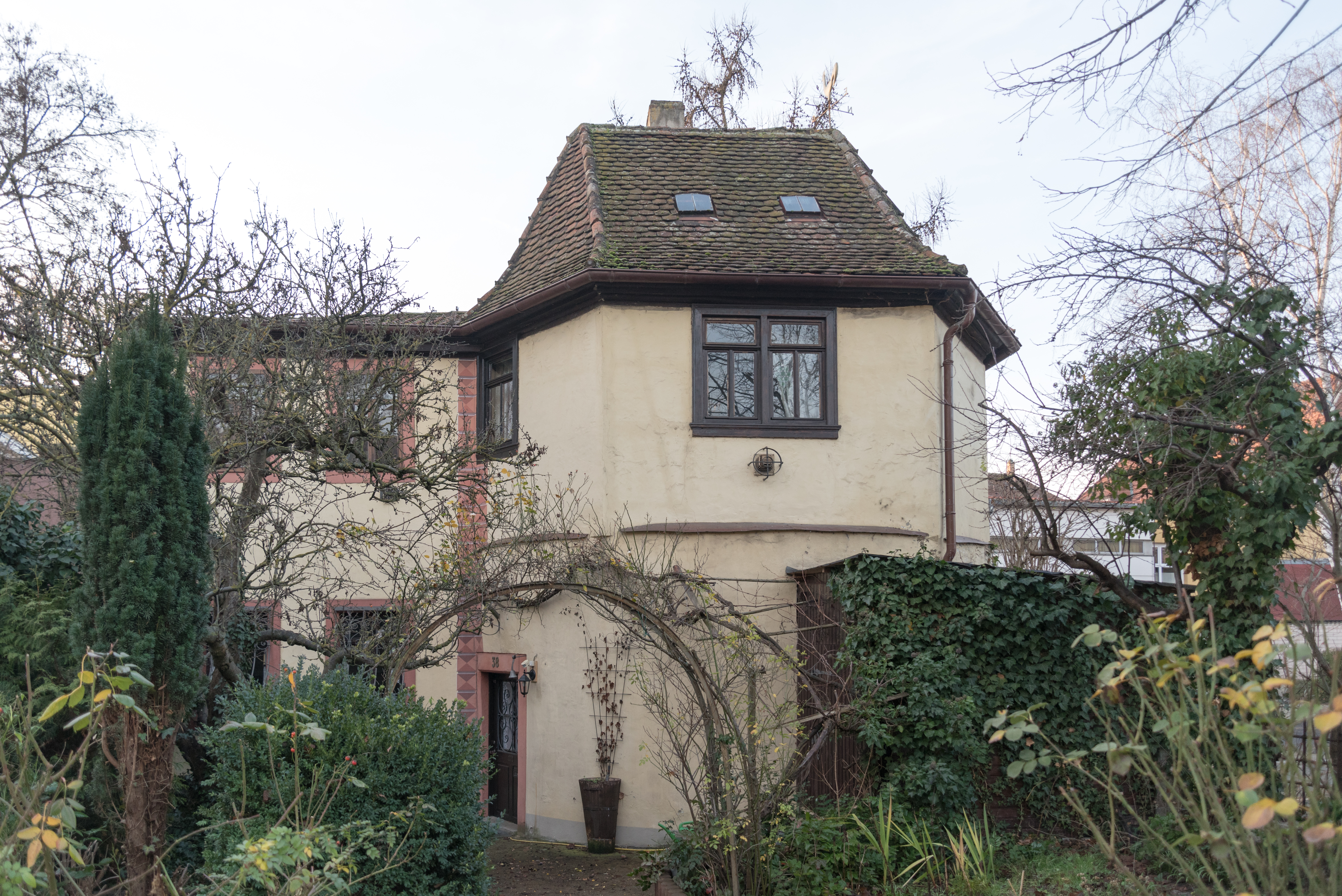
Mauerturm Schrannenstraße 38 weitere Bilder
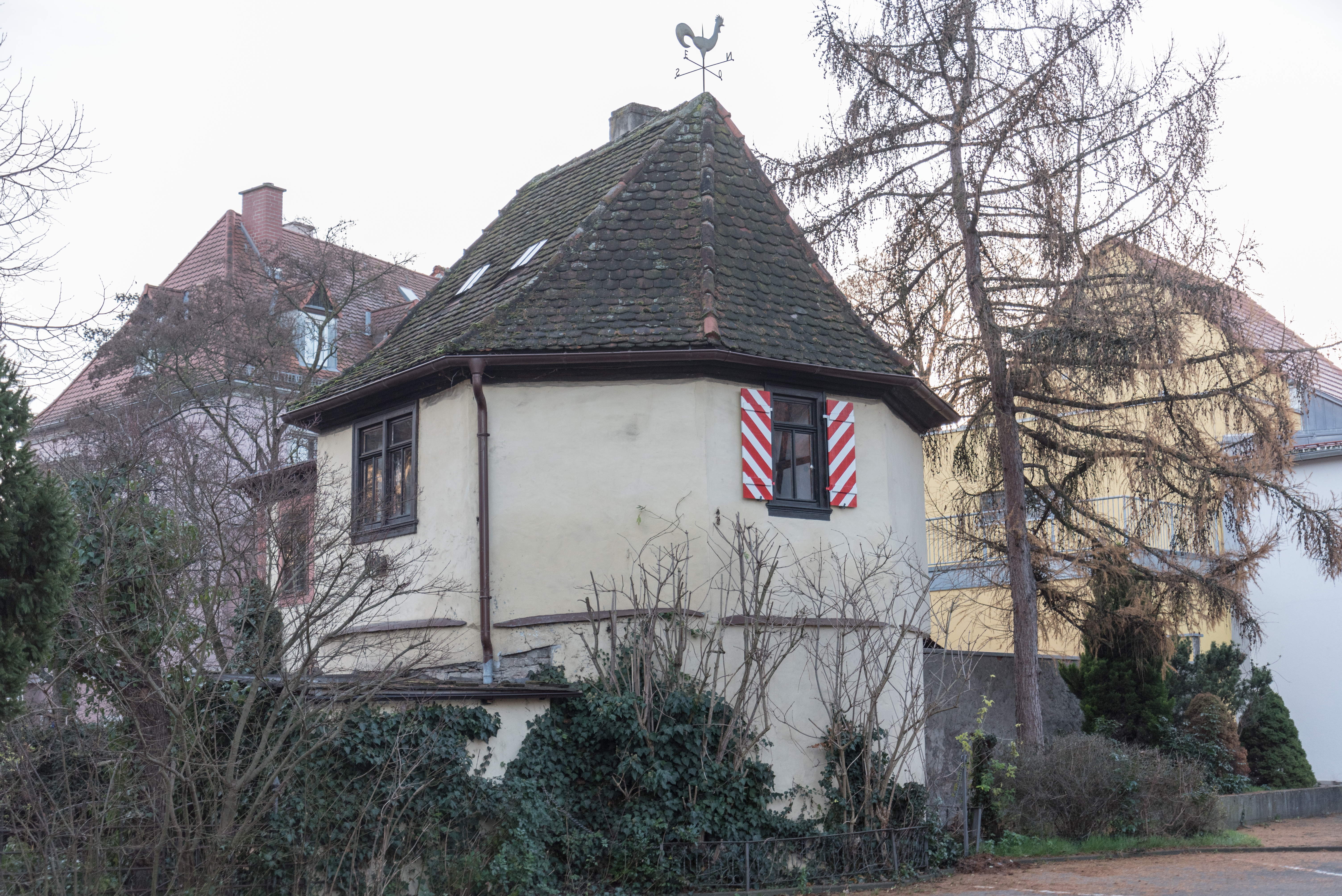
Mauerturm Schrannenstraße 38 weitere Bilder

Äußere Stadtbefestigung
- Lindenstraße 11: Runder Befestigungsturm der äußeren Stadtmauer (Lage), 15. Jahrhundert (D-6-75-141-3)
- Würzburger Straße 25: Reste der äußeren Stadtmauer (Lage), 15. Jahrhundert (D-6-75-141-3)
- Grabenschütt 24: Mauerturm (Lage), Befestigungsturm der äußeren Stadtmauer, 15. Jahrhundert (D-6-75-141-3)
- Grabenschütt 16: Mauerturm (Lage), Befestigungsturm der äußeren Stadtmauer, 15. Jahrhundert (D-6-75-141-3)
- Grabenschütt 10: Mauerturm (Lage), Befestigungsturm der äußeren Stadtmauer, 15. Jahrhundert (D-6-75-141-3)
- Fischergasse 12: Mauerturm (Lage), Befestigungsturm der äußeren Stadtmauer, 15. Jahrhundert (D-6-75-141-3)
- Schrannenstraße 9: Mauerturm (Lage), Befestigungsturm der äußeren Stadtmauer, 15. Jahrhundert (D-6-75-141-136)
- Schrannenstraße 19: Mauerturm (Lage), Befestigungsturm der äußeren Stadtmauer, 15. Jahrhundert (D-6-75-141-3)
- Schrannenstraße 33: Mauerturm (Lage), Reste eines Befestigungsturms der äußeren Stadtmauer, 15. Jahrhundert (D-6-75-141-141)
- Schrannenstraße 49: Mauerturm (Lage), Befestigungsturm der äußeren Stadtmauer, 15. Jahrhundert (D-6-75-141-143)
- Landwehrstraße 5: Mauerturm (Lage), Befestigungsturm der äußeren Stadtmauer, 15. Jahrhundert (D-6-75-141-3)
- Falterstraße 23: Falterturm (Lage), Befestigungsturm der äußeren Stadtmauer, Ende 15. Jahrhundert (D-6-75-141-3)

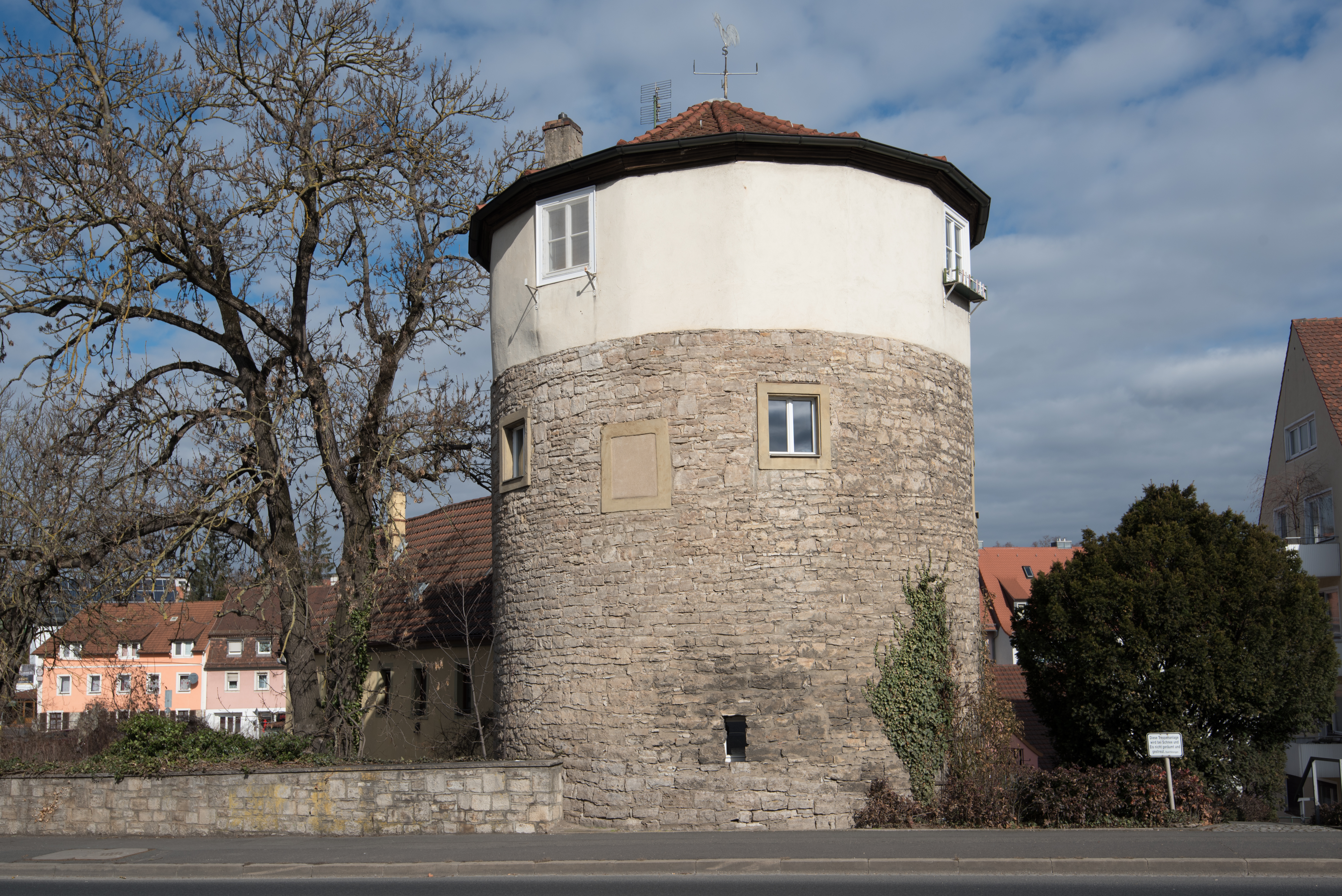
Mauerturm Lindenstraße 11 weitere Bilder
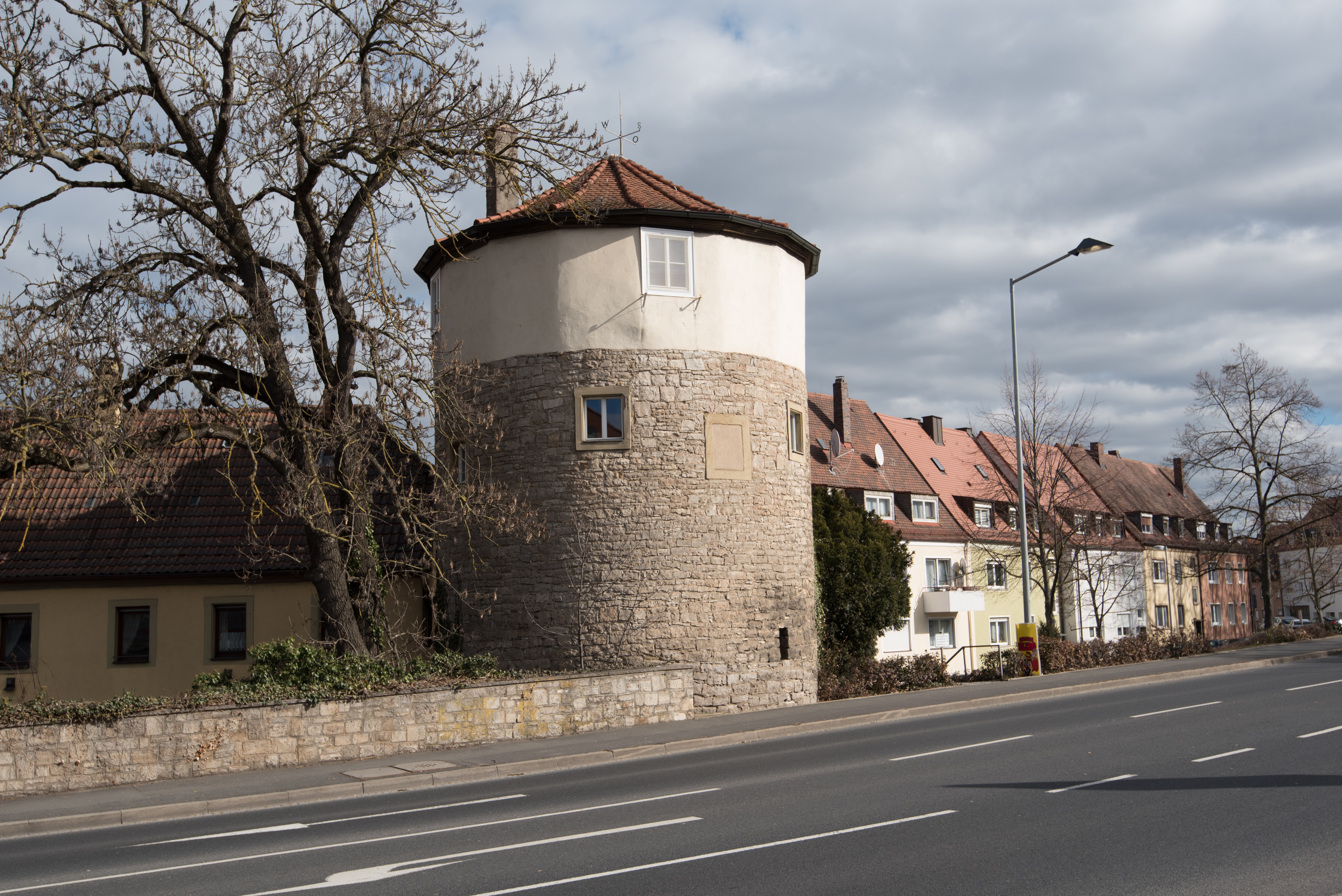
Mauerturm Lindenstraße 11 weitere Bilder
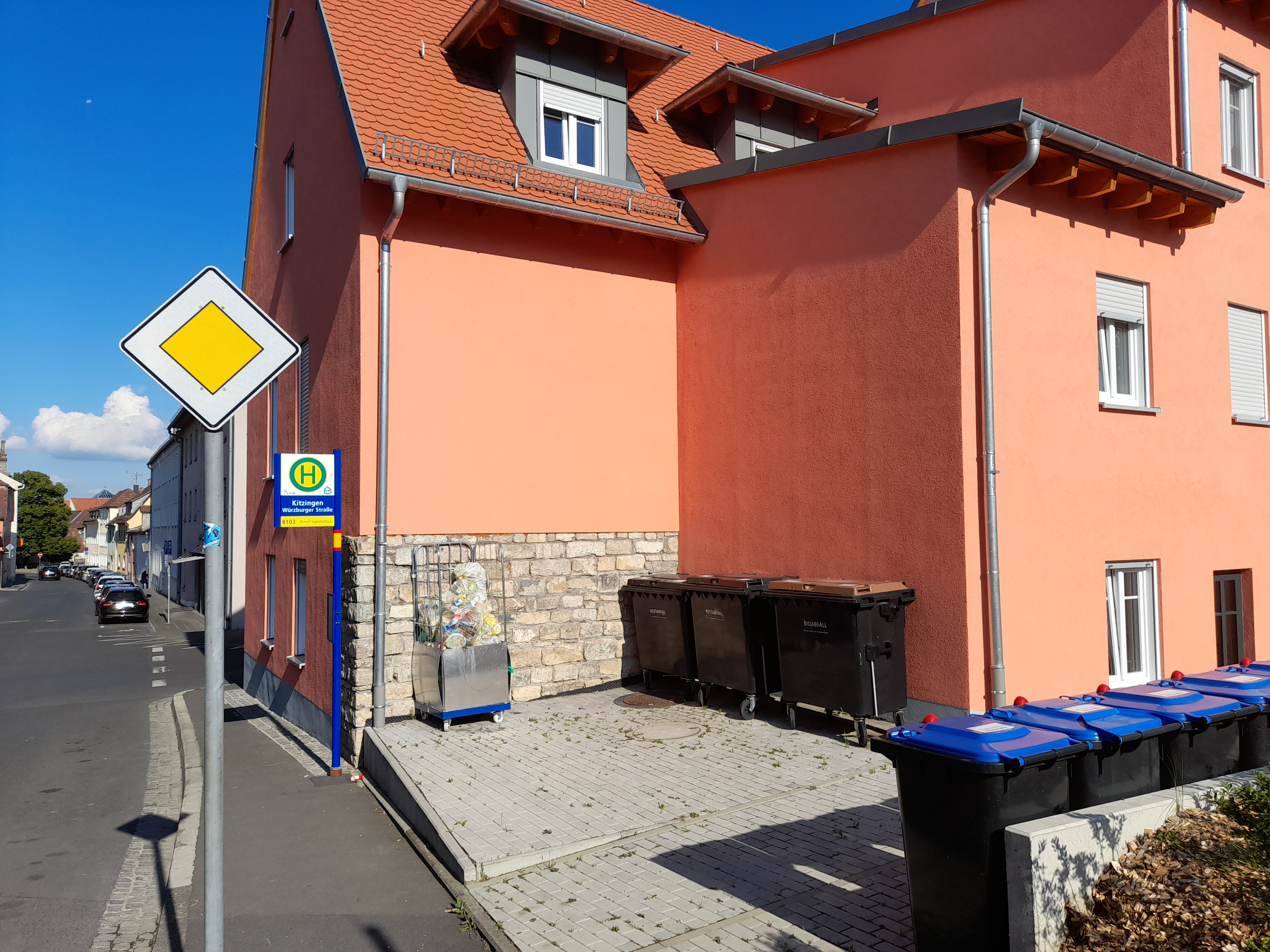
Stadtmauerrest Würzburger Straße 25 weitere Bilder
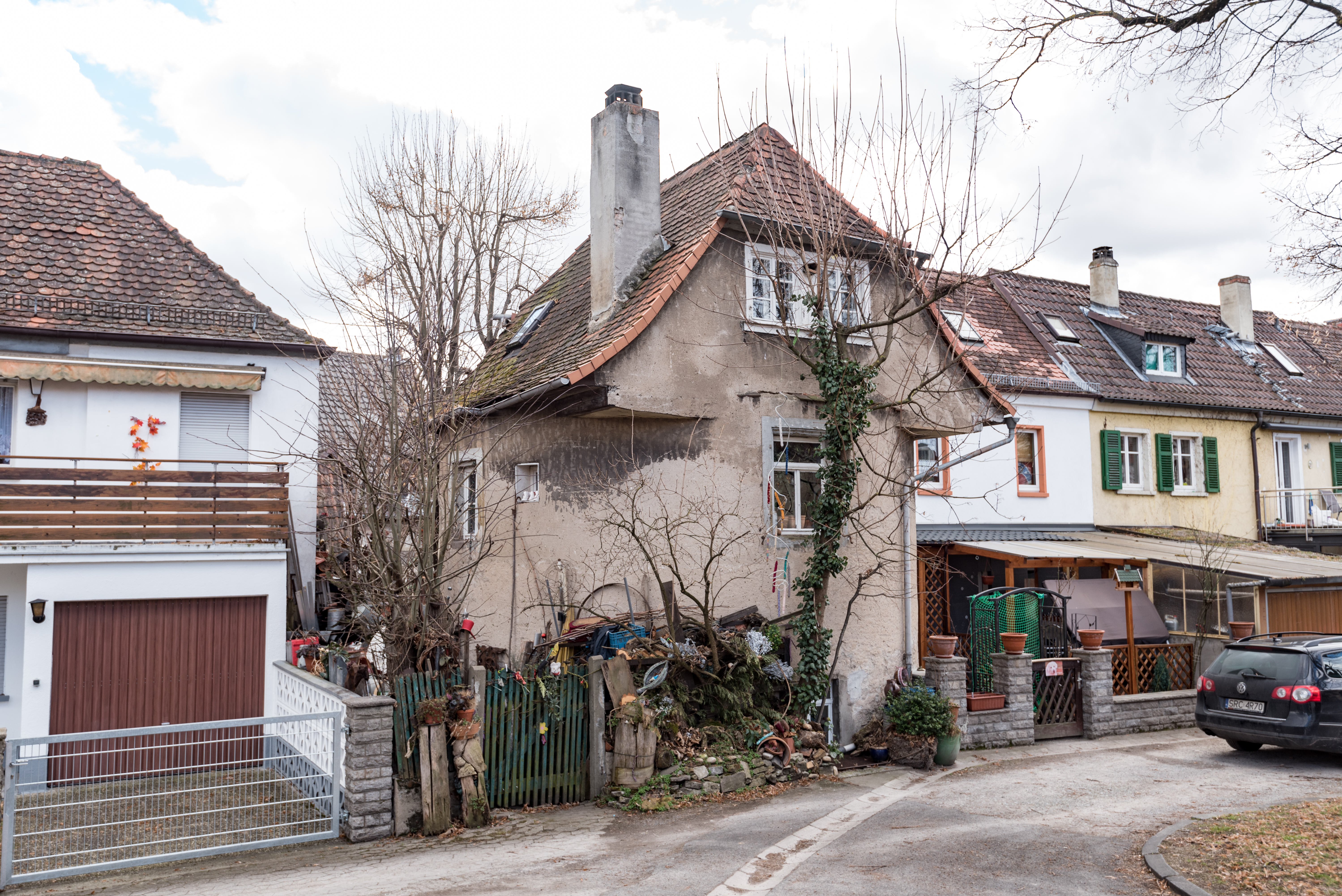
Mauerturm Grabenschütt 24 weitere Bilder
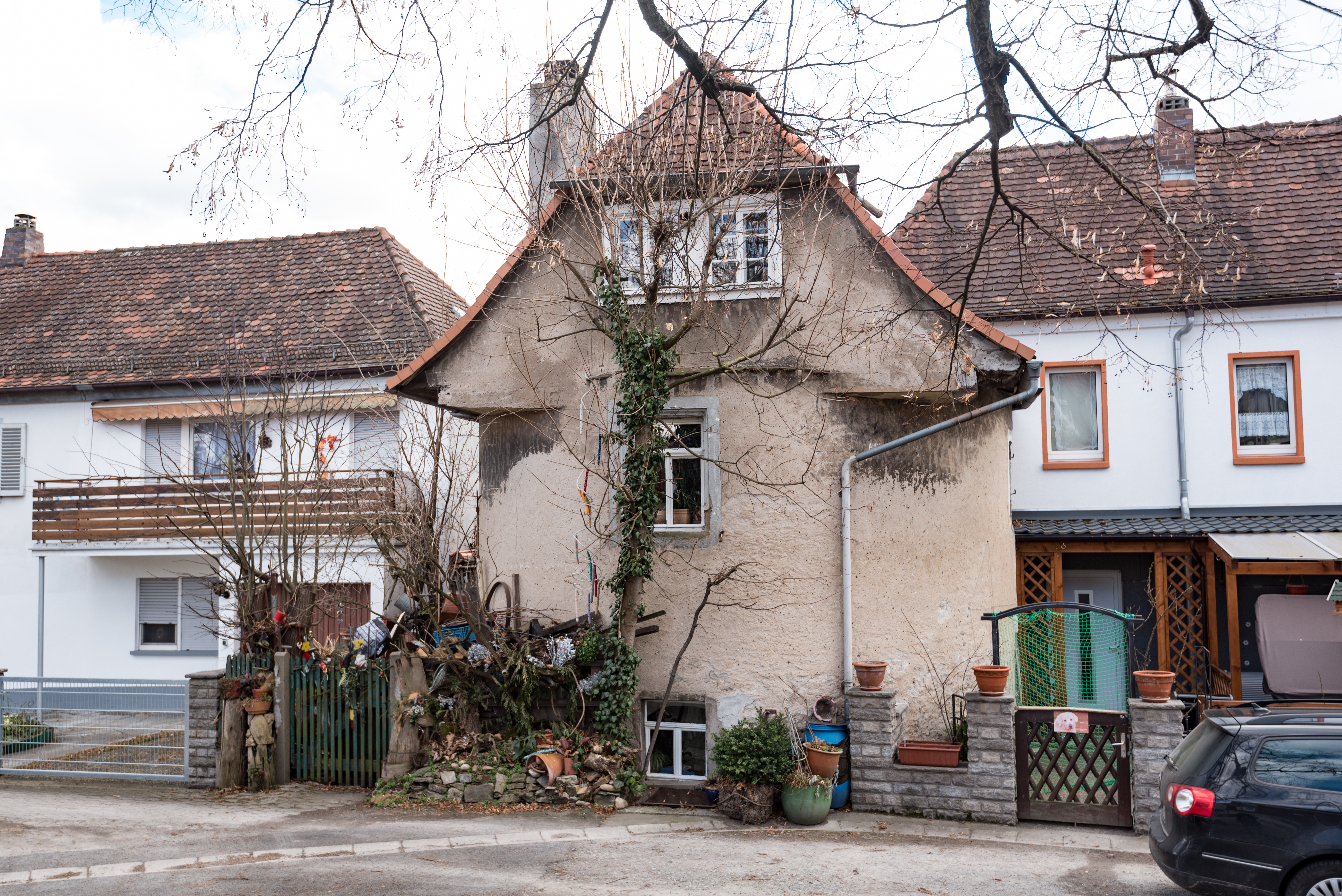
Mauerturm Grabenschütt 24 weitere Bilder
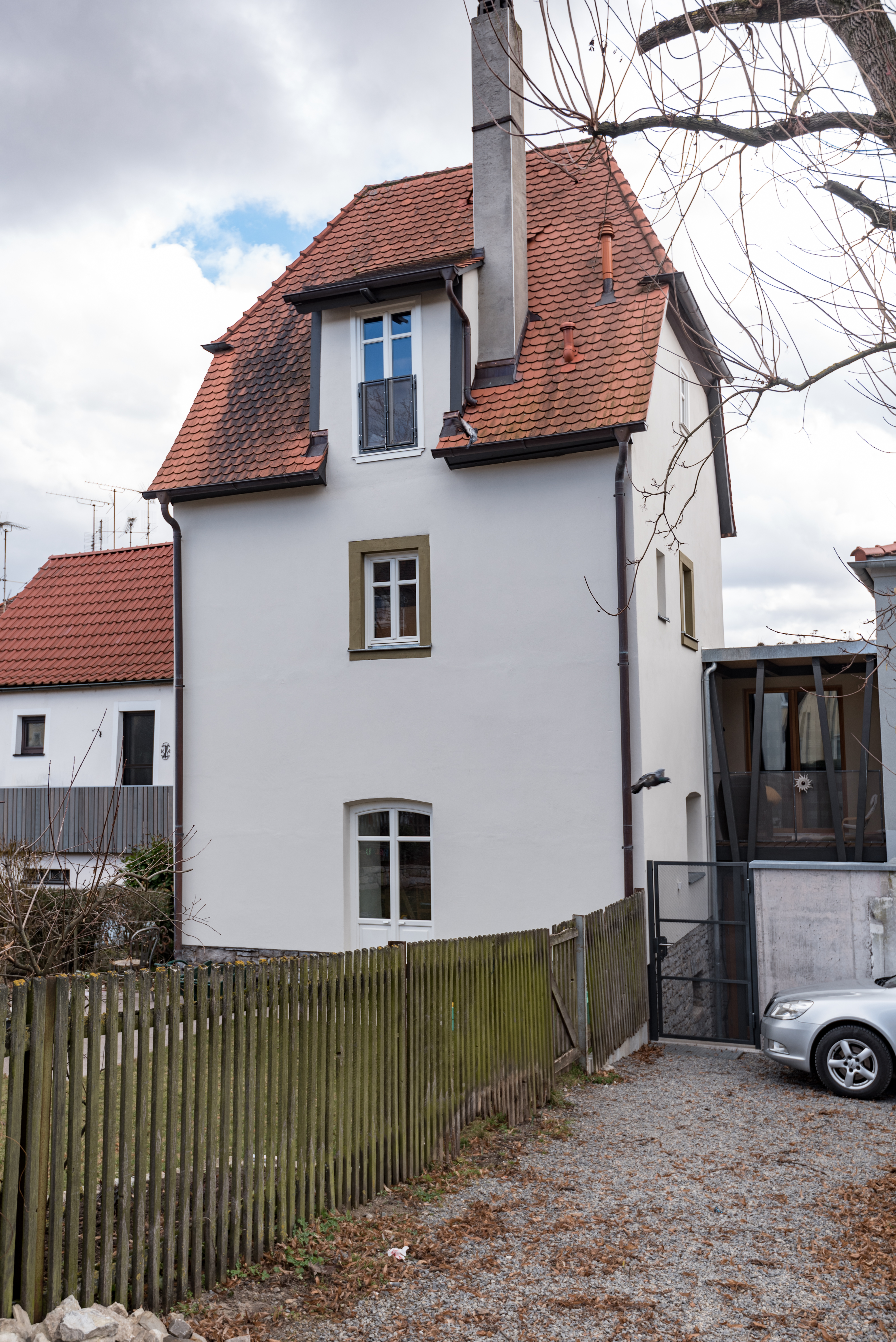
Mauerturm Grabenschütt 16 weitere Bilder
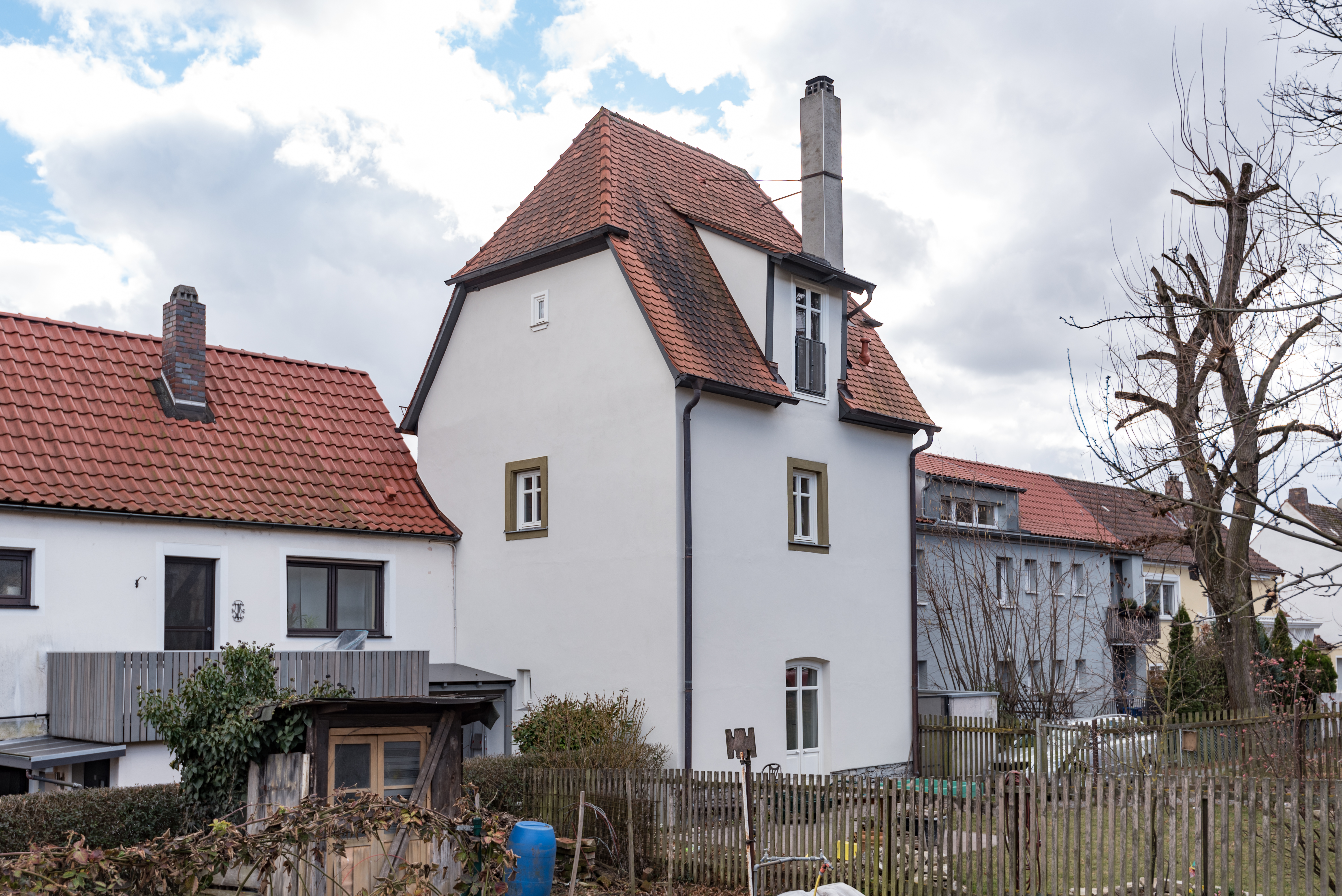
Mauerturm Grabenschütt 16 weitere Bilder
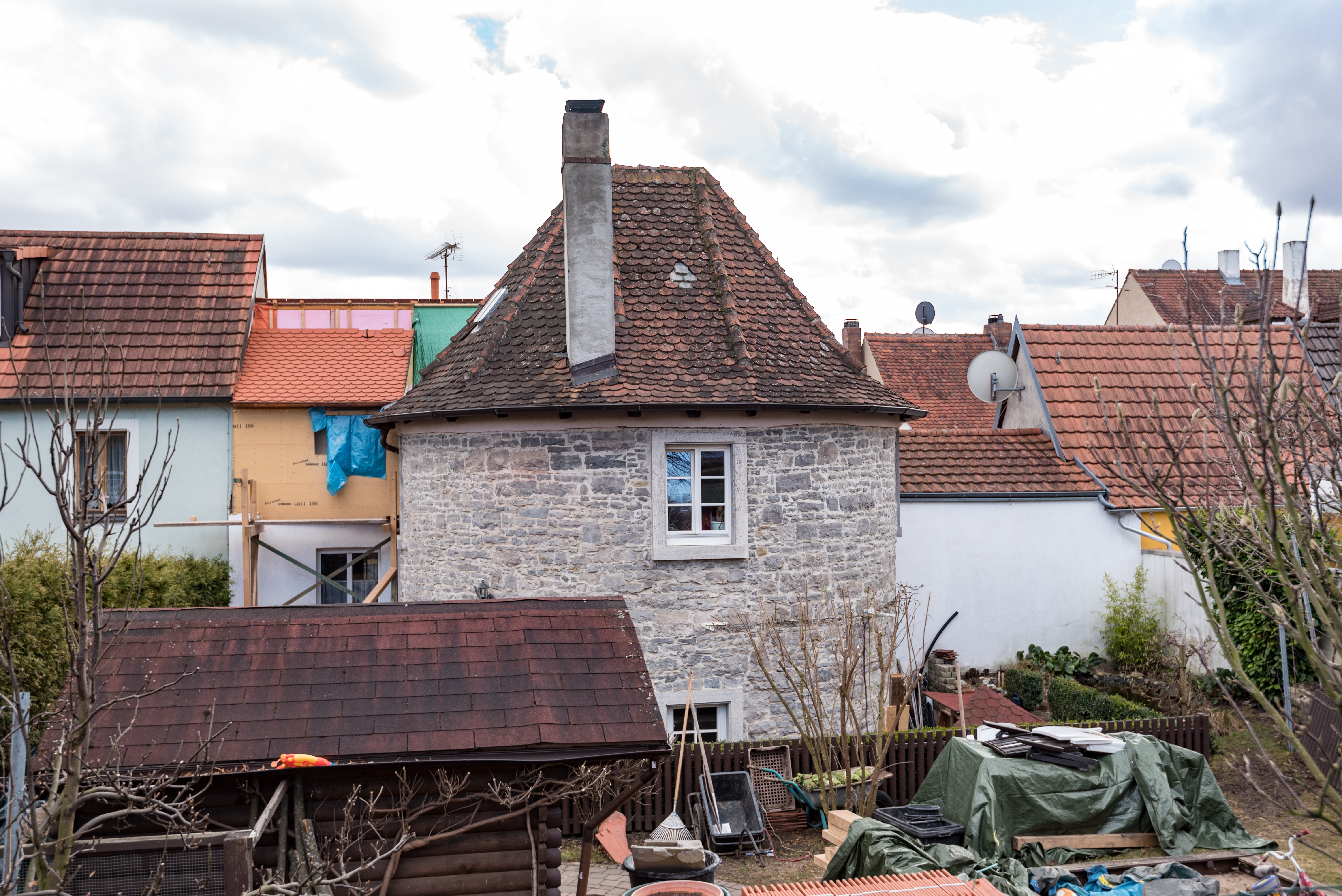
Mauerturm Grabenschütt 10 weitere Bilder
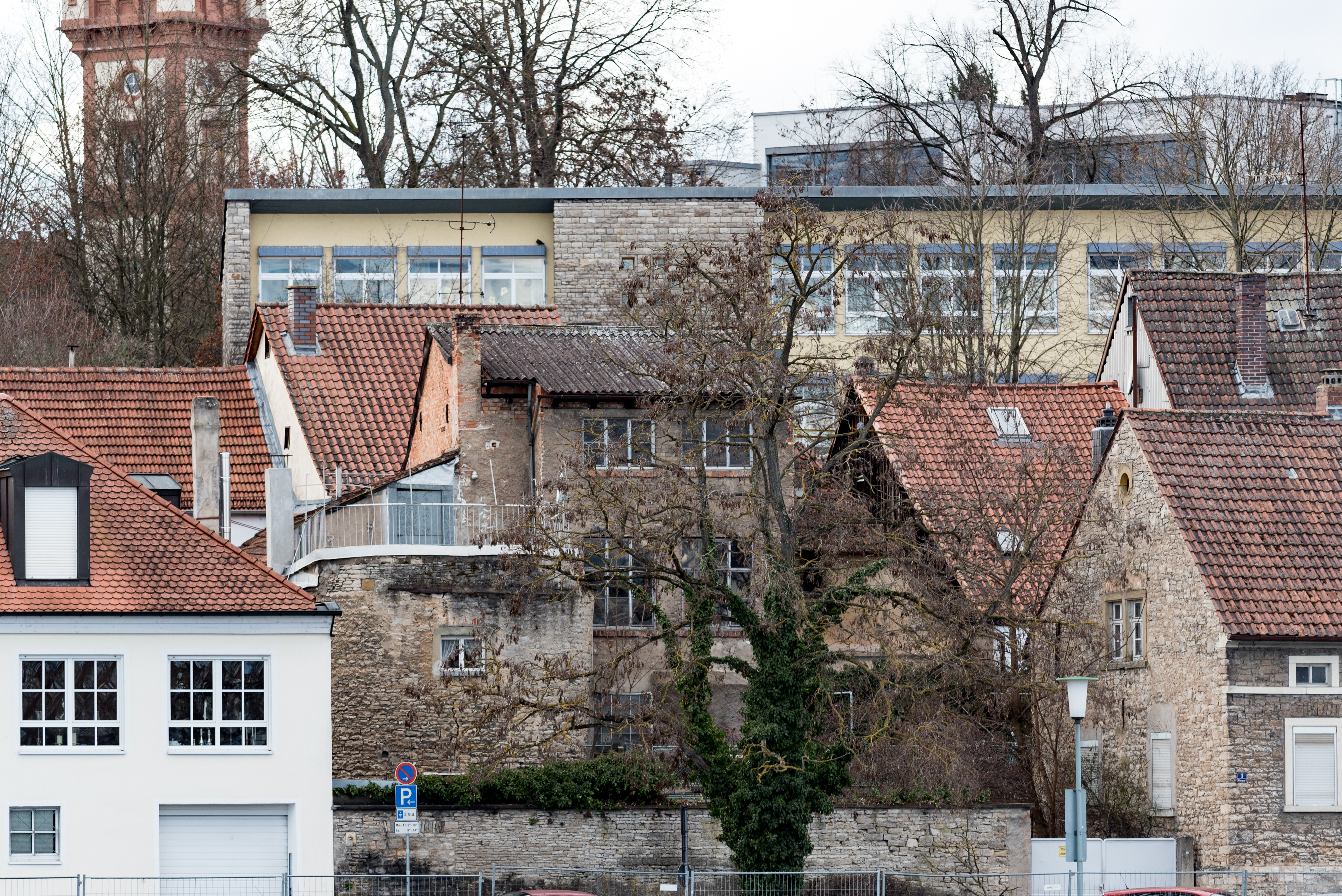
Mauerturm Fischergasse 12 weitere Bilder
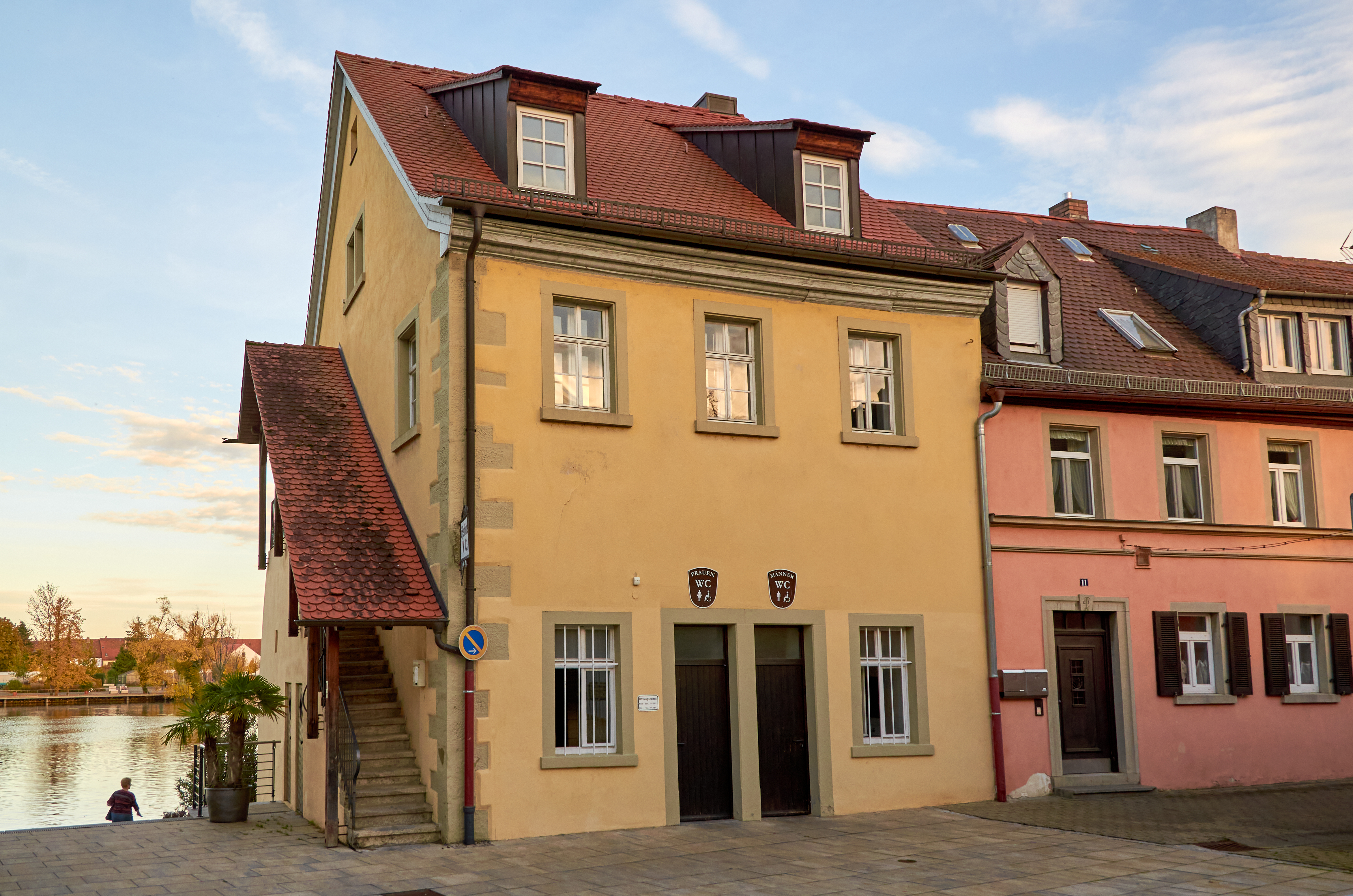
Mauerturm Schrannenstraße 9 weitere Bilder
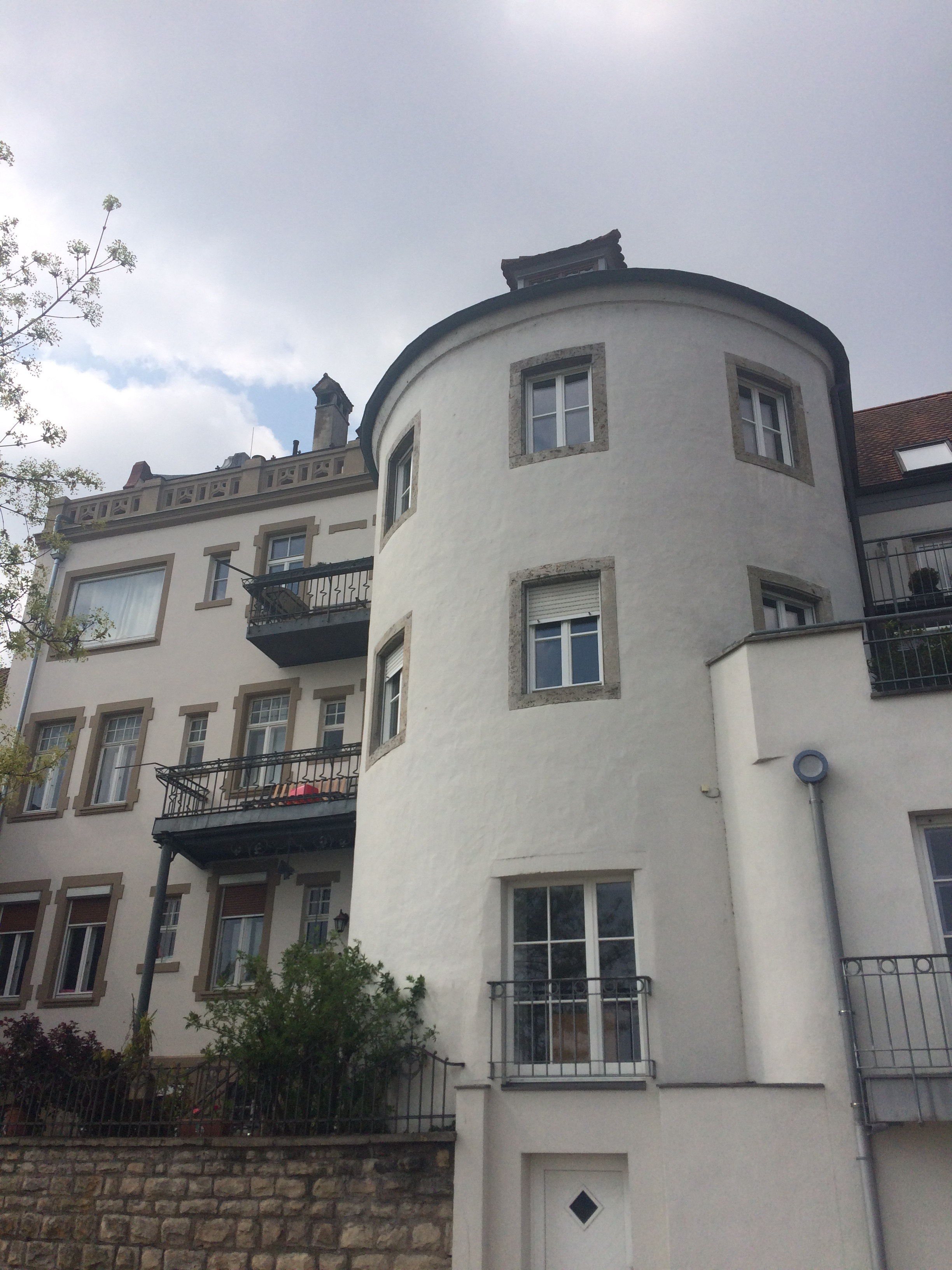
Mauerturm Schrannenstraße 19 weitere Bilder
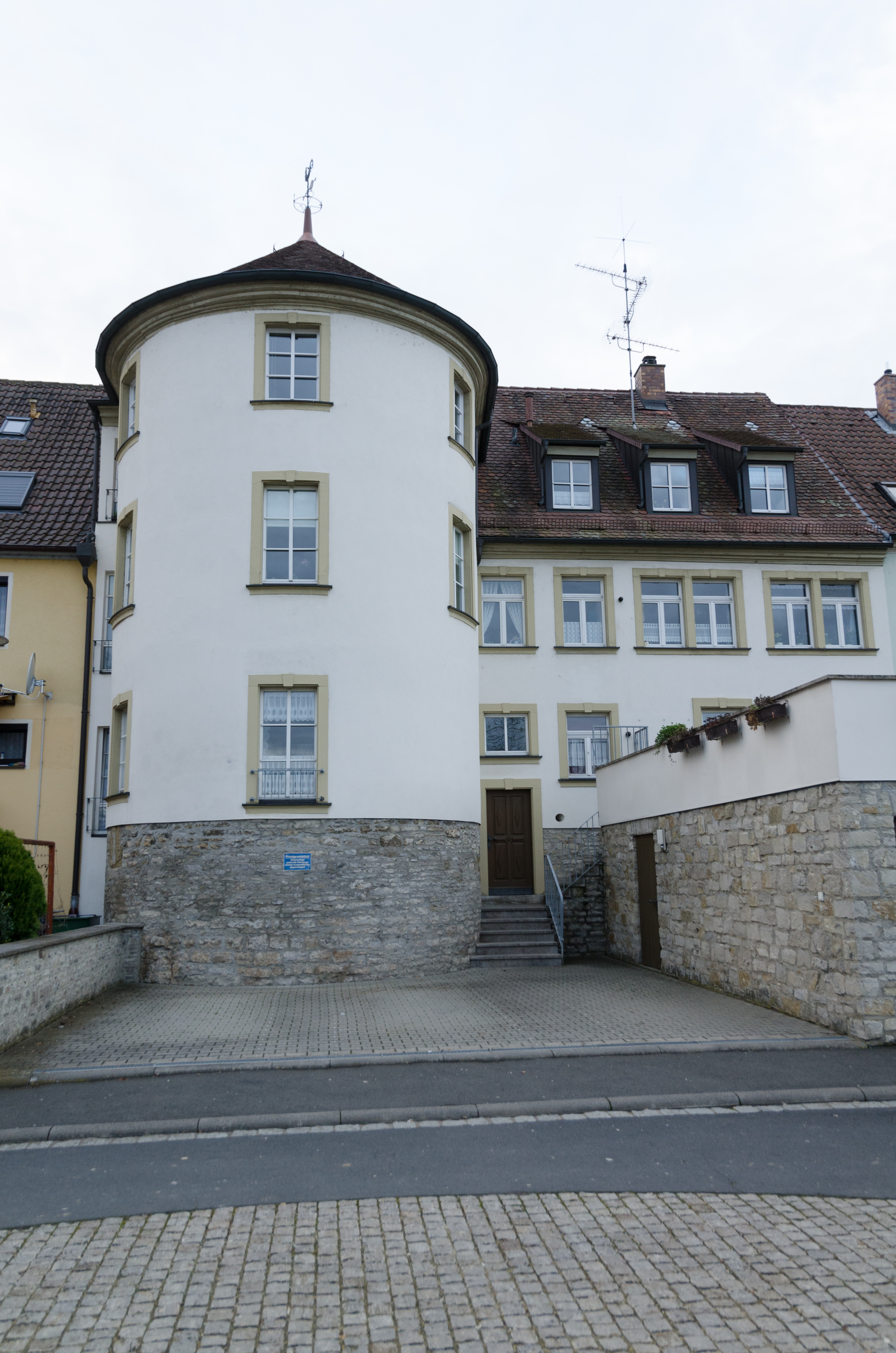
Mauerturm Schrannenstraße 49 weitere Bilder
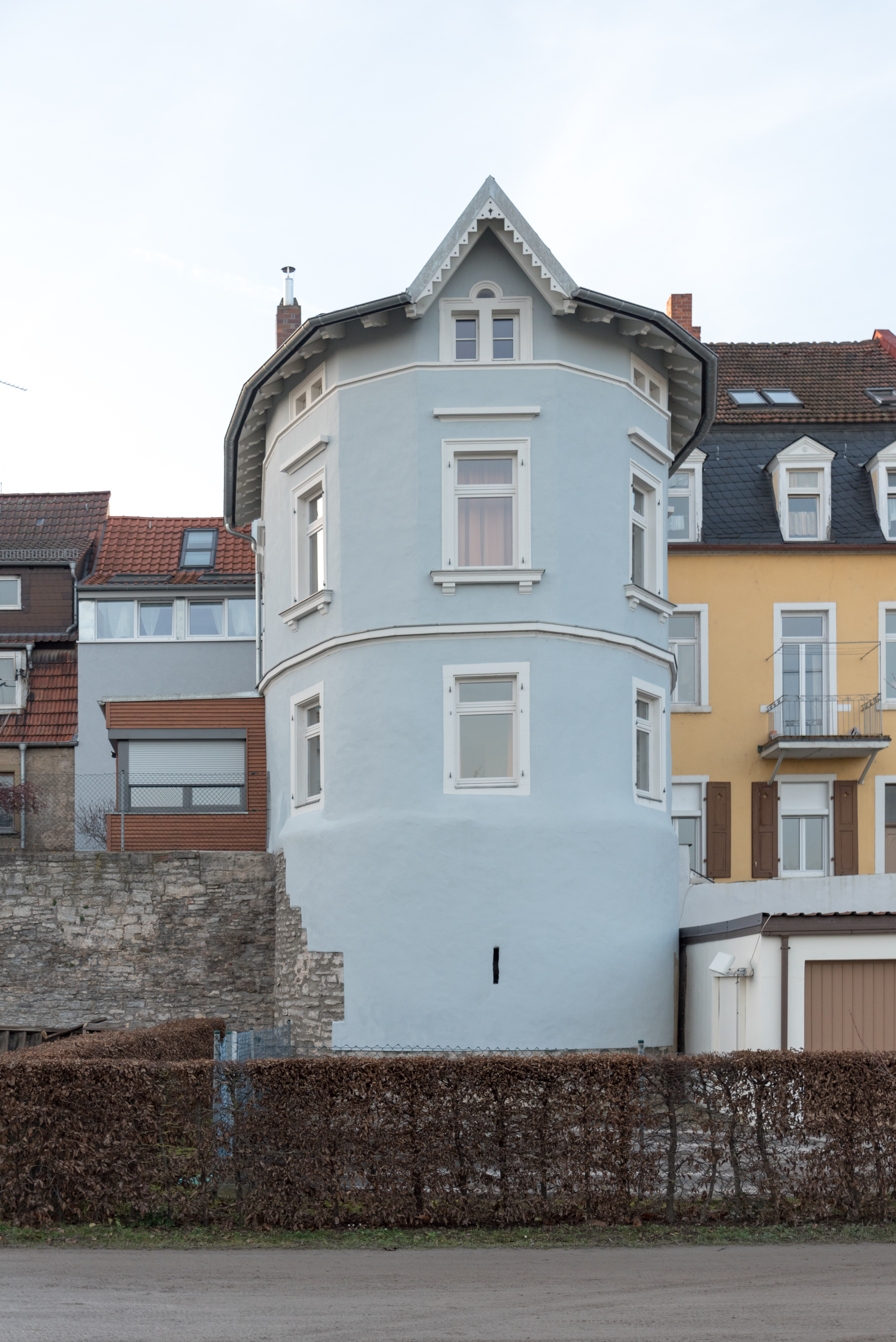
Mauerturm Landwehrstraße 5 weitere Bilder
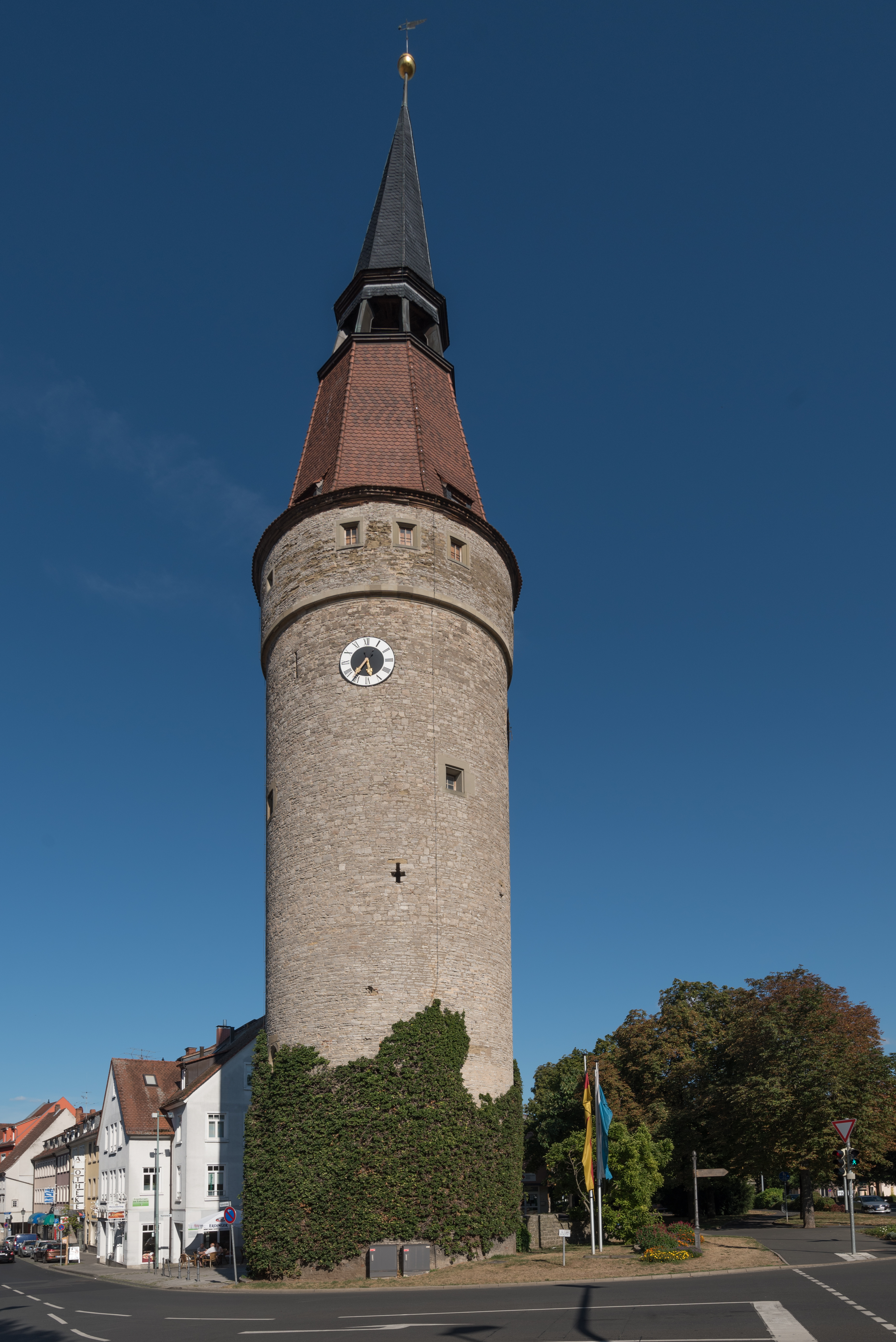
Falterturm weitere Bilder
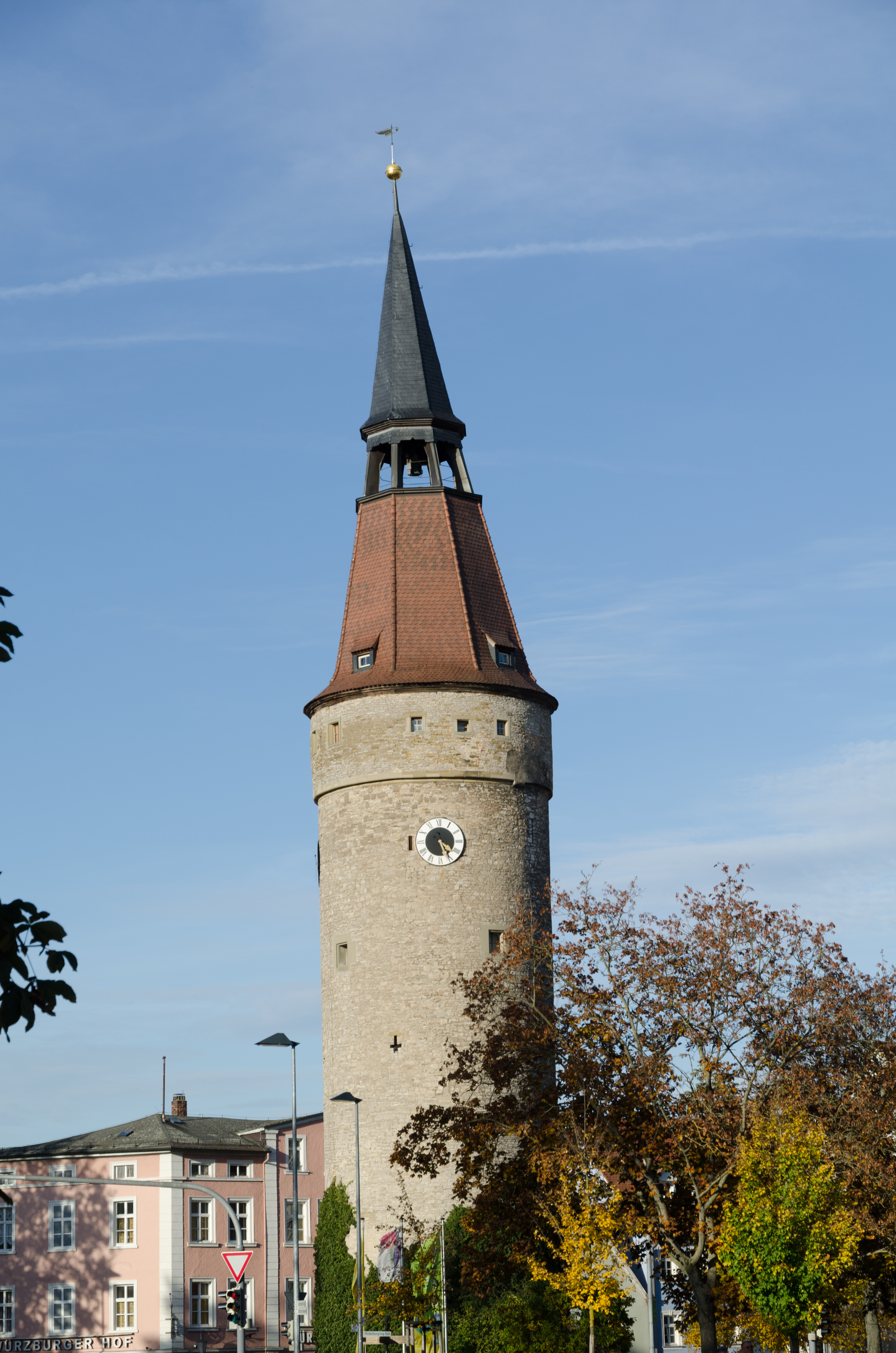
Falterturm weitere Bilder

Ortsbefestigung Etwashausen
Von der Ummauerung Etwashausens, ebenfalls aus dem 15. Jahrhundert, steht noch ein Tor, sowie ein Mauerzug am nördlichen Rand des Altortes.

| Lage                              | Objekt             | Beschreibung | Akten-Nr.               | Bild           |
| --------------------------------- | ------------------ | --- | ----------------------- | -------------- |
| Flugplatzstraße 14 (Standort)     | Großlangheimer Tor | Letztes erhaltenes der ursprünglich fünf Stadttore, massiver Bau aus Werksteinen mit Pyramidendach und rundbogiger Tordurchfahrt, bezeichnet „1565“ | D-6-75-141-166 Wikidata | weitere Bilder |
| Schwarzacher Straße 27 (Standort) | Stadtmauer         | Teilstück mit erhaltenen Schießscharten, 15. Jahrhundert                                                                                            | D-6-75-141-224 Wikidata | weitere Bilder |

## Baudenkmäler nach Gemeindeteilen

### Kitzingen
| Lage | Objekt                                                                                             | Beschreibung | Akten-Nr.                        | Bild           |
| --- | -------------------------------------------------------------------------------------------------- | --- | -------------------------------- | -------------- |
| Alte Burgstraße 6 (Standort)                                                                              | Hausfigur                                                                                          | Vesperbild, barock, 17./18. Jahrhundert | D-6-75-141-4 Wikidata            | weitere Bilder |
| Alte Burgstraße 10, 12 (Standort)                                                                         | Wohn- und Geschäftshaus                                                                            | Dreigeschossiger traufständiger Satteldachbau, 16. Jahrhundert, Fassade Ende 19. Jahrhundert | D-6-75-141-275 Wikidata          | weitere Bilder |
| Alte Poststraße 5 (Standort)                                                                              | Wohnhaus                                                                                           | Zweigeschossiger Walmdachbau mit Neurenaissance-Dacherker und Balusterattika, Erscheinung zweite Hälfte 19. Jahrhundert, im Kern 1472 (dendrochronologisch datiert) | D-6-75-141-5 Wikidata            | weitere Bilder |
| Alte Poststraße 6 (Standort)                                                                              | Inschrifttafeln                                                                                    | Von 1537 | D-6-75-141-6 Wikidata            | weitere Bilder |
| Alte Poststraße 10 (Standort)                                                                             | Wohnhaus                                                                                           | Zweigeschossiger traufständiger Satteldachbau mit verputztem Fachwerkobergeschoss, 1488 (dendrochronologisch datiert) | D-6-75-141-274 Wikidata          | weitere Bilder |
| Alte Poststraße 15, 17 (Standort)                                                                         | Ehemalige Hofanlage                                                                                | Zweigeschossiges giebelständiges Wohnhaus mit verputztem Fachwerkobergeschoss | D-6-75-141-8 Wikidata            | weitere Bilder |
| Alte Poststraße 15, 17 (Standort)                                                                         | Ehemalige Hofanlage                                                                                | Kleiner Giebelanbau, verputztes Fachwerk, bezeichnet „1745“ | D-6-75-141-8 Wikidata            | weitere Bilder |
| Alte Poststraße 15, 17 (Standort)                                                                         | Ehemalige Hofanlage                                                                                | Nebengebäude, eingeschossiger traufständiger Satteldachbau, erste Hälfte 18. Jahrhundert | D-6-75-141-8 Wikidata            | weitere Bilder |
| Am Repperndorfer Berg; südöstlich des Dorfes, am Hang jenseits der Bundesstraße (Standort)                | Weinbergsmauer mit Weinbergshäuschen                                                               | Kalkbruchstein mit Sandsteingliederungen, bezeichnet „1884“ | D-6-75-141-213 Wikidata          | weitere Bilder |
| Badgasse 1 (Standort)                                                                                     | Wohnhaus                                                                                           | Zweigeschossiger Satteldachbau mit Halb- und Krüppelwalm, vorkragendes verputztes Fachwerkobergeschoss, 17. Jahrhundert | D-6-75-141-205 Wikidata          | weitere Bilder |
| Bahnhofsplatz 4 (Standort)                                                                                | Bahnhof, Quaderbauten, Hauptgebäude                                                                | Um 1865, gestreckt-dreiflügelige Anlage, Hauptbau dreigeschossig mit flachgeneigtem Walmdach und übergiebeltem Mittelrisalit, Flügel, eingeschossig | D-6-75-141-25 Wikidata           | weitere Bilder |
| Bahnhofsplatz 2 (Standort)                                                                                | Bahnhof                                                                                            | Zugehöriges Nebengebäude | D-6-75-141-25 Wikidata           | weitere Bilder |
| Bismarckstraße 6 (Standort)                                                                               | Miethaus                                                                                           | Dreigeschossiger Walmdachbau in Ecklage, mit Risaliten, Ziergiebel und überkuppeltem Runderker, historistisch, um 1905 | D-6-75-141-233 Wikidata          | weitere Bilder |
| Bismarckstraße 17 (Standort)                                                                              | Mietshaus                                                                                          | Dreigeschossiger Walmdachbau in Ecklage, mit aufwendiger neubarocker Fassadengliederung, Balkon und Fensterbrüstungen aus Gusseisen, bezeichnet „1901“ | D-6-75-141-10 Wikidata           | weitere Bilder |
| Falterstraße 12 (Standort)                                                                                | Bürgerhaus                                                                                         | Dreigeschossiger, traufständiger Satteldachbau mit geohrten Fensterrahmungen, 18. Jahrhundert | D-6-75-141-11 Wikidata           | weitere Bilder |
| Falterstraße 14 (Standort)                                                                                | Bürgerhaus                                                                                         | Dreigeschossiger traufständiger Satteldachbau mit korbbogiger Toreinfahrt und geohrten Fensterrahmungen, 18. Jahrhundert | D-6-75-141-12 Wikidata           | weitere Bilder |
| Fischergasse 1 (Standort)                                                                                 | Ehemalige Klostermühle                                                                             | Zweigeschossiger traufständiger Halbwalmdachbau mit Fachwerkobergeschoss, 17./18. Jahrhundert | D-6-75-141-14 Wikidata           | weitere Bilder |
| Fischergasse 1 (Standort)                                                                                 | Ehemalige Klostermühle                                                                             | Hofeinfahrt | D-6-75-141-14 Wikidata           | weitere Bilder |
| Fischergasse 2 (Standort)                                                                                 | Wohnhaus                                                                                           | Zweigeschossiger Satteldachbau in Ecklage mit Zierfachwerk, frühes 17. Jahrhundert | D-6-75-141-15 Wikidata           | weitere Bilder |
| Fischergasse 9 (Standort)                                                                                 | Klostermauer                                                                                       | Reste der Einfriedung des ehemaligen Klostergartens, 17./18. Jahrhundert | D-6-75-141-37                    | BW             |
| Florian-Geyer-Weg 23 (Standort)                                                                           | Ehem. Stadtziegelei                                                                                | Eingeschossiger Mansardhalbwalmdachbau, um 1800 | D-6-75-141-301                   | weitere Bilder |
| Friedenstraße 1 a (Standort)                                                                              | Villa                                                                                              | Zweigeschossiger Walmdachbau mit Gaube und halbrundem Söller, barockisierend, um 1910 | D-6-75-141-18 Wikidata           | weitere Bilder |
| Friedenstraße 1 a (Standort)                                                                              | Einfriedungsmauer mit Tor                                                                          | | D-6-75-141-18 Wikidata           | weitere Bilder |
| Friedenstraße 2 a (Standort)                                                                              | Wohnhaus                                                                                           | Zweigeschossiger Walmdachbau mit Fachwerkkniestock, Risalit und Erker, um 1905 | D-6-75-141-206 Wikidata          | weitere Bilder |
| Friedenstraße 2 a (Standort)                                                                              | Anbau                                                                                              | Mit Durchfahrt, 1929 | D-6-75-141-206 Wikidata          | weitere Bilder |
| Friedenstraße 3 (Standort)                                                                                | Zollamt                                                                                            | Dreigeschossiger Walmdachbau mit historisierender Fassadengliederung, um 1910 | D-6-75-141-19 Wikidata           | weitere Bilder |
| Friedenstraße 3 (Standort)                                                                                | Lager- und Nebengebäude                                                                            | mit doppelter Unterkellerung | D-6-75-141-19 Wikidata           | weitere Bilder |
| Friedrich-Ebert-Straße 2 (Standort)                                                                       | Sogenannter Alter Friedhof                                                                         | 1542 angelegt, 1577, 1593 und 1889 letztmals erweitert, zahlreiche künstlerisch gestaltete Grabmäler bis ca. 1930 | D-6-75-141-20 Wikidata           | weitere Bilder |
| Friedrich-Ebert-Straße 2 (Standort)                                                                       | Sogenannter Alter Friedhof: Torbau                                                                 | kubusartiger Pavillonbau mit korbbogigem Tor und eingezogener Zwiebelhaube, nördlich und südlich anstoßend Pfeilerhalle mit Gräbern, bez. 1593 | D-6-75-141-20                    | weitere Bilder |
| Friedrich-Ebert-Straße 2 (Standort)                                                                       | Sogenannter Alter Friedhof: Heroldgrab                                                             | Grabkapelle mit Flachsatteldach, zum Friedhof Holzpfeiler und schmiedeeisernes Metallgitter, Rokoko, 18. Jahrhundert; mit Ausstattung | D-6-75-141-20                    | weitere Bilder |
| Friedrich-Ebert-Straße 2 (Standort)                                                                       | Sogenannter Alter Friedhof: Friedhofsmauer                                                         | Bruchstein- und Quadermauerwerk, 16. Jahrhundert, 1889 nach Westen erweitert | D-6-75-141-20                    | weitere Bilder |
| Friedrich-Ebert-Straße 2 (Standort)                                                                       | Sogenannter Alter Friedhof: Aussegnungshalle                                                       | eingeschossiger Steildachbau mit Dachreiter, mit Werksteinsockel und -Fenstereinfassungen, nach Kriegszerstörung 1949 wiedererrichtet | D-6-75-141-20                    | weitere Bilder |
| Friedrich-Ebert-Straße 4 (Standort)                                                                       | Villa                                                                                              | Gründerzeitlicher zweigeschossiger Mansarddachbau mit Erker und Türmchen, Backstein mit Sandsteingliederungen, 1899 | D-6-75-141-21 Wikidata           | weitere Bilder |
| Friedrich-Ebert-Straße 6 (Standort)                                                                       | Villa                                                                                              | Gründerzeitlicher zweigeschossiger Walmdachbau mit Türmchen, Backstein mit Sandsteingliederungen, klassizisierend, Ende 19. Jahrhundert | D-6-75-141-22 Wikidata           | weitere Bilder |
| Friedrich-Ebert-Straße 15 (Standort)                                                                      | Wohnhaus                                                                                           | Zweieinhalbgeschossiger Walmdachbau mit verzierten Fensterrahmungen, klassizistisch, um 1860 | D-6-75-141-23 Wikidata           | weitere Bilder |
| Friedrich-Ebert-Straße 28 (Standort)                                                                      | Postamt                                                                                            | Zweigeschossiger Walmdachbau mit Mittelresalit in Ecklage, Sandsteinquadermauerwerk, klassizistisch, um 1870/80 | D-6-75-141-24 Wikidata           | weitere Bilder |
| Glauberstraße 4 (Standort)                                                                                | Wohnhaus                                                                                           | Eingeschossiger Satteldachbau mit Mittelrisalit und Figurennische, Bruchsteinmauerwerk mit Sandsteingliederungen, klassizisierend, um 1900 | D-6-75-141-26 Wikidata           | weitere Bilder |
| Grabkirchgasse 2 (Standort)                                                                               | Wohnhaus                                                                                           | Zweigeschossiger traufständiger Satteldachbau mit korbbogiger Toreinfahrt, Obergeschoss verputztes Fachwerk, 16./17. Jahrhundert | D-6-75-141-30 Wikidata           | weitere Bilder |
| Grabkirchgasse 3 (Standort)                                                                               | Wohnhaus                                                                                           | Dreigeschossiger Satteldachbau mit vorkragenden verputzten Fachwerkobergeschossen, 17. Jahrhundert | D-6-75-141-31 Wikidata           | weitere Bilder |
| Grabkirchgasse 4 (Standort)                                                                               | Ehemaliges Benefiziumgebäude der Beginen                                                           | Errichtet um 1550, dreigeschossiger Satteldachbau mit Schwalbenschwanzzinnengiebel und profilierten Fensterrahmungen, im 17. und 19. Jahrhundert profaniert | D-6-75-141-32 Wikidata           | weitere Bilder |
| Grabkirchgasse 4 (Standort)                                                                               | Hausfigur                                                                                          | Mondsichelmadonna | D-6-75-141-32 Wikidata           | Hausfigur      |
| Grabkirchgasse 4 a (Standort)                                                                             | Ehemalige Kirche zum Heiligen Grab, heute Wohngebäude                                              | Turm erhalten, im Kern frühgotisch, obere Teile 1525 erneuert | D-6-75-141-32 Wikidata           | weitere Bilder |
| Grabkirchgasse 5 (Standort)                                                                               | Wohnhaus                                                                                           | Dreigeschossiger Satteldachbau in Ecklage mit verputzten Fachwerkobergeschossen, 16./17. Jahrhundert | D-6-75-141-33 Wikidata           | weitere Bilder |
| Grabkirchgasse 9 (Standort)                                                                               | Wohnhaus                                                                                           | Zweigeschossiger giebelständiger Satteldachbau mit verputztem Fachwerkobergeschoss, 16./17. Jahrhundert | D-6-75-141-34 Wikidata           | weitere Bilder |
| Gustav-Adolf-Platz 1 (Standort)                                                                           | Wohnhaus                                                                                           | Dreigeschossiger Satteldachbau mit Fachwerkobergeschoss, 16. Jahrhundert | D-6-75-141-36 Wikidata           | weitere Bilder |
| Gustav-Adolf-Platz 3 (Standort)                                                                           | Evangelisch-lutherische Pfarrkirche, ehemalige Ursulinerinnenkirche                                | Saalbau mit barocker Westfassade, 1686–1693, von Antonio Petrini; mit Ausstattung | D-6-75-141-37 Wikidata           | weitere Bilder |
| Gustav-Adolf-Platz 3, Kaiserstraße 2, Schulhof 1, Schulhof 8 (Standort)                                   | Ehemalige Klostergebäude                                                                           | mit älterem Kern zum Teil bis ins Dachwerk, modern überformt | D-6-75-141-37 Wikidata           | weitere Bilder |
| Gustav-Adolf-Platz 4, 5 (Standort)                                                                        | Wohnhaus                                                                                           | Dreigeschossiger Mansarddachbau, seitlich übergiebelte Risalite mit Balkonen, Backstein mit Hausteingliederungen, historistisch, von Michael Korbacher, 1898 | D-6-75-141-38 Wikidata           | weitere Bilder |
| Herrnstraße 16 (Standort)                                                                                 | Wohn- und Geschäftshaus                                                                            | Zweigeschossiger giebelständiger Satteldachbau mit vorkragendem verputztem Fachwerkobergeschoss, 17. Jahrhundert | D-6-75-141-39 Wikidata           | weitere Bilder |
| Herrnstraße 18 (Standort)                                                                                 | Wohnhaus                                                                                           | Zweigeschossig mit Krüppelwalm, mit Giebelanbau, verputztes Fachwerkobergeschoss, bezeichnet „1486“ | D-6-75-141-40 Wikidata           | weitere Bilder |
| Herrnstraße 19 (Standort)                                                                                 | Wohn- und Geschäftshaus                                                                            | Gründerzeitlicher dreigeschossiger Mansarddachbau in Ecklage mit Erkerturm, Backstein mit Hausteingliederungen, bezeichnet „1898“ | D-6-75-141-41 Wikidata           | weitere Bilder |
| Hindenburgring Nord 6 (Standort)                                                                          | Turm des zerstörten Deuster-Schlosses                                                              | Historistisch, 1884, 1900 wiedererrichtet | D-6-75-141-42 Wikidata           | weitere Bilder |
| Hindenburgring Nord 6 (Standort)                                                                          | Portalbau und Einfriedung des ehemaligen Schlossparks                                              | | D-6-75-141-42 Wikidata           | weitere Bilder |
| Hindenburgring Nord 15 (Standort)                                                                         | Ehemalige Brauereikelleranlagen                                                                    | Mit Futtermauern und Hohlweg, 19. Jahrhundert; zu den Kellern gehörige Anlagen an Hindenburgring Nord, Mainstockheimer Straße und Feldstraße (Schießhausweg) | D-6-75-141-234 Wikidata          | weitere Bilder |
| Hindenburgring Süd (Standort)                                                                             | Hölzerne Gartenlaube                                                                               | Mit Laubsägedekors, späthistoristisch, um 1895 | D-6-75-141-246 Wikidata          | weitere Bilder |
| Hindenburgring Süd, in der Grün- und Parkanlage hinter Kapuzinerstraße 13 (St. Elisabeth-Heim) (Standort) | Bildstockaufsatz                                                                                   | Mit Kreuzigung, Maria und Johannes, Sandstein, gotisch | D-6-75-141-240 Wikidata          | weitere Bilder |
| Hindenburgring Süd 2 (Standort)                                                                           | Ehemaliges Krankenhaus                                                                             | Zweigeschossiger traufständiger gestreckter Satteldachbau, mit Ziergiebeln, in gotisierenden Jugendstilformen, bezeichnet „1902“ | D-6-75-141-43 Wikidata           | weitere Bilder |
| Hindenburgring Süd 3 (Standort)                                                                           | Ehemaliges Luitpoldbad, heute Stadtbücherei und Volkshochschule                                    | Zweiflügeliger, zweigeschossiger Mansarddachbau mit Kuppelhalle im Eingangstrakt, im Prinzregentenstil, von Architekt Kuhn 1914; 1982 zur Stadtbücherei umgebaut | D-6-75-141-44 Wikidata           | weitere Bilder |
| I. Günthershof 6 (Standort)                                                                               | Bürgerhaus                                                                                         | Zweigeschossiger traufständiger Satteldachbau, im Erdgeschoss doppelluchtige geohrte Hausteinrahmen, Obergeschoss Fachwerk, 16. Jahrhundert | D-6-75-141-279                   | weitere Bilder |
| I. Günthershof 8 (Standort)                                                                               | Wohnhaus                                                                                           | Zweigeschossiger traufständiger Satteldachbau mit vorkragendem Fachwerkobergeschoss und vorkragendem Giebel, rundbogiges Tor, 16. Jahrhundert | D-6-75-141-306                   | weitere Bilder |
| Innere Sulzfelder Straße 10 (Standort)                                                                    | Ehemaliges Weingut der Firma Meuschel: Kellerhaus                                                  | zweigeschossiger, unverputzter Massivbau mit Pultdach, Vorschussgiebel und zweigeschossigem Gewölbekeller aus Muschelkalk | D-6-75-141-328                   | weitere Bilder |
| Innere Sulzfelder Straße 14 (Standort)                                                                    | Ehemaliges Weingut der Firma Meuschel: ehemaliges Kutscherhaus                                     | zweigeschossiger, traufständiger Massivbau mit Satteldach, mit integrierter Stallung und Remise | D-6-75-141-328                   | weitere Bilder |
| Innere Sulzfelder Straße 14 (Standort)                                                                    | Ehemaliges Weingut der Firma Meuschel: Böttcherei                                                  | eingeschossiger Satteldachbau mit Fachwerkgiebel und Ladeluke | D-6-75-141-328                   | weitere Bilder |
| Innere Sulzfelder Straße 14 (Standort)                                                                    | Ehemaliges Weingut der Firma Meuschel: Fasshalle                                                   | eingeschossiger Satteldachbau mit Fachwerkgiebel und Ladeluke; von Michael Korbacher, bez. 1906 | D-6-75-141-328                   | weitere Bilder |
| Innere Sulzfelder Straße 10 (Standort)                                                                    | Ehemaliges Weingut der Firma Meuschel: Einfriedung                                                 | | D-6-75-141-328                   | weitere Bilder |
| Kaiserstraße, in umfriedeter Grünanlage (Standort)                                                        | Römischer Brunnen                                                                                  | Muschelkalkbecken und Gusseisenschalen, historistisch, Ende 19. Jahrhundert; in umfriedeter Grünanlage | D-6-75-141-219 Wikidata          | weitere Bilder |
| Kaiserstraße 3 (Standort)                                                                                 | Wohn- und Geschäftshaus                                                                            | Dreigeschossiger traufständiger Satteldachbau mit klassizistischer Gliederung, 1831 | D-6-75-141-45 Wikidata           | weitere Bilder |
| Kaiserstraße 4, auf dem Gelände des ehemaligen Benediktinerinnenklosters (Standort)                       | Landratsamt                                                                                        | Dreigeschossiger traufständiger Satteldachbau mit Hofflügeln und Treppenturm, Obergeschosse teilweise Fachwerk verputzt, Torbogen bezeichnet „1582“ | D-6-75-141-46 Wikidata           | weitere Bilder |
| Kaiserstraße 8 (Standort)                                                                                 | Ehemalige katholische Spitalkirche und Spital St. Elisabeth                                        | Romanisierender Bau, um 1870/80, 1989 profaniert und als Eingangshalle in das angeschlossene Landratsamt einbezogen | D-6-75-141-47 Wikidata           | weitere Bilder |
| Kaiserstraße 17 (Standort)                                                                                | Bürgerhaus                                                                                         | Dreigeschossiger traufständiger Satteldachbau, im Kern um 1600, um 1720 verändert | D-6-75-141-277                   | weitere Bilder |
| Kaiserstraße 19 (Standort)                                                                                | Bürgerhaus                                                                                         | Dreigeschossiger traufständiger Satteldachbau mit reicher Barockgliederung, frühes 18. Jahrhundert | D-6-75-141-48 Wikidata           | weitere Bilder |
| Kaiserstraße 20 (Standort)                                                                                | Bürgerhaus                                                                                         | Zweigeschossiger Mansardwalmdachbau in Ecklage mit barocker Gliederung, bezeichnet „1730“ | D-6-75-141-49 Wikidata           | weitere Bilder |
| Kaiserstraße 30 (Standort)                                                                                | Bürgerhaus                                                                                         | Dreigeschossiger traufständiger Mansarddachbau mit Rokoko-Stuckfassade, bezeichnet „1764“ | D-6-75-141-50 Wikidata           | weitere Bilder |
| Kaiserstraße 31 (Standort)                                                                                | Bürgerhaus                                                                                         | Zweigeschossiger Zweiflügelbau mit Mansard- und Halbwalmdach in Ecklage, geohrte Fensterrahmungen, 18./19. Jahrhundert | D-6-75-141-51 Wikidata           | weitere Bilder |
| Kaiserstraße 33 (Standort)                                                                                | Gasthaus                                                                                           | Dreigeschossiger traufständiger Satteldachbau mit biedermeier-klassizistischer Fassadengliederung, um 1840/50 | D-6-75-141-52 Wikidata           | weitere Bilder |
| Kaiserstraße 35 (Standort)                                                                                | Bürgerhaus                                                                                         | Zweigeschossiger traufständiger Mansarddachbau, spätes 18. Jahrhundert | D-6-75-141-53 Wikidata           | weitere Bilder |
| Kanzler-Stürtzel-Straße 1 (Standort)                                                                      | Inschrifttafel der ehemaligen Mühle                                                                | Sandstein, bezeichnet „1522“ | D-6-75-141-55 Wikidata           | weitere Bilder |
| Kanzler-Stürtzel-Straße 2 (Standort)                                                                      | Ehemaliges Verwaltungsgebäude der Bonbonfabrik Wildhagen                                           | Villenartiger zweigeschossiger Walmdachbau, Anbau mit Arkade und Kolonnade, barockisierend, 1915 | D-6-75-141-228 Wikidata          | weitere Bilder |
| Kapuzinerklosterbrückenstraße 4 (Standort)                                                                | Wohnhaus                                                                                           | Dreigeschossiger Walmdachbau mit profilierten Rahmungen und verputzten Fachwerkobergeschossen, bezeichnet „1603“ | D-6-75-141-57 Wikidata           | weitere Bilder |
| Kapuzinerklosterbrückenstraße, Schwalbenhof (Standort)                                                    | Kreuzschlepper                                                                                     | Auf Sockel und kartuschenartiger Konsole mit Inschrift, Sandstein, bezeichnet „1710“ | D-6-75-141-56 Wikidata           | weitere Bilder |
| Kapuzinerstraße 3 (Standort)                                                                              | Wohnhaus                                                                                           | Zweigeschossiger giebelständiger Satteldachbau mit Fachwerkobergeschoss und Zierfachwerk, 17. Jahrhundert | D-6-75-141-58 Wikidata           | weitere Bilder |
| Kapuzinerstraße 5 (Standort)                                                                              | Wohnhaus                                                                                           | Zweigeschossiger Walmdachbau mit Toreinfahrt und geohrten Fensterrahmungen, 18. Jahrhundert | D-6-75-141-59 Wikidata           | weitere Bilder |
| Kapuzinerstraße 5 (Standort)                                                                              | Mondsichelmadonna                                                                                  | Bezeichnet „1474“ | D-6-75-141-59 Wikidata           | weitere Bilder |
| Kapuzinerstraße 7 (Standort)                                                                              | Wohnhaus                                                                                           | Zweigeschossiger giebelständiger Mansardhalbwalmdachbau mit geohrten Fensterrahmungen, 18. Jahrhundert | D-6-75-141-60 Wikidata           | weitere Bilder |
| Kapuzinerstraße 7 (Standort)                                                                              | Steinrelief                                                                                        | Mit Auge Gottes, 18. Jahrhundert | D-6-75-141-60 Wikidata           | weitere Bilder |
| Kapuzinerstraße 8 (Standort)                                                                              | Wohnhaus in Ecklage                                                                                | Zweigeschossig, mit Fachwerkobergeschoss und Zierfachwerk, um 1700 | D-6-75-141-227 Wikidata          | weitere Bilder |
| Kapuzinerstraße 8 (Standort)                                                                              | Ehemalige Brückenfigur des heiligen Nepomuk                                                        | Erstes Viertel des 18. Jahrhunderts | D-6-75-141-227 Wikidata          | weitere Bilder |
| Kapuzinerstraße 10, 12 (Standort)                                                                         | Doppelhaus                                                                                         | Zweigeschossiger traufständiger Satteldachbau mit zwei Zwerchhäusern, spätklassizistisch, drittes Viertel 19. Jahrhundert | D-6-75-141-61 Wikidata           | weitere Bilder |
| Kapuzinerstraße 17 (Standort)                                                                             | Ehemalige Kapuzinerklosterkirche Himmelfahrt Mariä und heiliger Franziskus Seraphikus              | 1631–1652, Kloster 1828 profaniert, heute Filialkirche von St. Johannes | D-6-75-141-62 Wikidata           | weitere Bilder |
| Kapuzinerstraße 19 (Standort)                                                                             | Ehemaliges Stadtpalais, heute Musikschule                                                          | Dreigeschossiger zweiflügeliger Walmdachbau mit barocken Gliederungen, Terrasse mit Balustrade, 18. Jahrhundert | D-6-75-141-63 Wikidata           | weitere Bilder |
| Königsplatz (Standort)                                                                                    | Königssäule                                                                                        | Aus rotem Sandstein, Ende 19. Jahrhundert | D-6-75-141-68 Wikidata           | weitere Bilder |
| Königsplatz (Standort)                                                                                    | Zierbrunnenanlage                                                                                  | In Formen der Renaissance, roter Sandstein, um 1890 | D-6-75-141-69 Wikidata           | weitere Bilder |
| Königsplatz 2 (Standort)                                                                                  | Bürgerhaus                                                                                         | Dreigeschossiger Walmdachbau in Ecklage, mit geohrten Fensterrahmungen und Toreinfahrt, 18. Jahrhundert | D-6-75-141-65 Wikidata           | weitere Bilder |
| Rosenberg 2 (Standort)                                                                                    | Ehemaliges Rückgebäude                                                                             | Zweigeschossiger Satteldachbau mit Fachwerkobergeschoss, 1525 (dendrochronologisch datiert) | D-6-75-141-65 Wikidata           | weitere Bilder |
| Königsplatz 3 (Standort)                                                                                  | Bürgerhaus                                                                                         | Dreigeschossiger traufständiger Bau mit steilem Satteldach, im Kern 1484, im 18. Jahrhundert verändert | D-6-75-141-66 Wikidata           | weitere Bilder |
| Königsplatz 5 (Standort)                                                                                  | Bürgerhaus                                                                                         | Dreigeschossiger traufständiger Satteldachbau mit geohrten Fensterrahmungen, 18. Jahrhundert, über älterem Kern | D-6-75-141-67 Wikidata           | weitere Bilder |
| Königsplatz 5, in der Schweizergasse (Standort)                                                           | Rückgebäude                                                                                        | Giebelhaus mit profilierten Rahmungen und Zierfachwerk, 16./17. Jahrhundert | D-6-75-141-67 Wikidata           | weitere Bilder |
| Landwehrstraße 1 (Standort)                                                                               | Alte Synagoge                                                                                      | Historistischer Sandsteinquaderbau mit Backstein im Rundbogenstil, 1884, 1938 erheblich beschädigt, seit 1993 Kultur- und Bildungsstätte | D-6-75-141-70 Wikidata           | weitere Bilder |
| Schrannenstraße 57 (Standort)                                                                             | Ehem. Wohnhaus des Synagogendieners und koschere Schlachterei                                      | Zweigeschossiger traufständiger Satteldachbau, 19. Jahrhundert | D-6-75-141-70                    | weitere Bilder |
| Landwehrstraße 18, 20, 22 (Standort)                                                                      | Bayerische Landespolizei                                                                           | Zweiflügelbau mit Mansarddach und geohrten Fensterrahmungen, zweite Hälfte 18. Jahrhundert | D-6-75-141-72 Wikidata           | weitere Bilder |
| Landwehrstraße 23 (Standort)                                                                              | Einmann-Beobachtungsbunker                                                                         | Ehemals für den Werkschutz der Fassfabrik Klein, Beton, 1942/43 | D-6-75-141-229 Wikidata          | weitere Bilder |
| Landwehrstraße 23 (Standort)                                                                              | Städtisches Museum                                                                                 | Zweigeschossiger gestreckter Halbwalmdachbau, frühes 19. Jahrhundert, im Kern 16. Jahrhundert | D-6-75-141-73 Wikidata           | weitere Bilder |
| Leidenhof 1 (Standort)                                                                                    | Wohn- und Geschäftshaus                                                                            | Zweigeschossiger giebelständiger Satteldachbau mit verputztem Fachwerkobergeschoss und rundbogiger Tordurchfahrt, Dachwerk um 1500, äußeres Erscheinungsbild 17./18. Jahrhundert | D-6-75-141-74 Wikidata           | weitere Bilder |
| Leidenhof 3 (Standort)                                                                                    | Wohnhaus                                                                                           | Zweigeschossiger traufständiger Satteldachbau mit leicht vorspringendem verputztem Fachwerkobergeschoss, 17./18. Jahrhundert | D-6-75-141-75 Wikidata           | weitere Bilder |
| Leidenhof 5 (Standort)                                                                                    | Wohnhaus                                                                                           | Dreigeschossiger traufständiger Bau mit steilem Satteldach und verputzten vorkragenden Fachwerkobergeschossen, 17. Jahrhundert | D-6-75-141-76 Wikidata           | weitere Bilder |
| Leidenhof 11 (Standort)                                                                                   | Gebäuderumpf                                                                                       | 17./18. Jahrhundert, ein Fenster bezeichnet „1611“ | D-6-75-141-77 Wikidata           | weitere Bilder |
| Luitpoldstraße 1 (Standort)                                                                               | Wohn- und Geschäftshaus                                                                            | Zweigeschossiges Mansarddachhaus in Ecklage mit zwei Zwerchhäusern, bezeichnet „1718“, im frühen 20. Jahrhundert teilweise verändert | D-6-75-141-79 Wikidata           | weitere Bilder |
| Luitpoldstraße 2 (Standort)                                                                               | Wohnhaus                                                                                           | Zweigeschossiger giebelständiger Satteldachbau mit Fachwerkobergeschoss und einseitigem Vorbau mit Zierfachwerk, bezeichnet 1820, im Kern 17./18. Jahrhundert | D-6-75-141-80 Wikidata           | weitere Bilder |
| Luitpoldstraße 4 (Standort)                                                                               | Bürgerhaus                                                                                         | Schmaler traufständiger Steilsatteldachbau mit barocken Rahmungen, 18. Jahrhundert | D-6-75-141-81 Wikidata           | weitere Bilder |
| Luitpoldstraße 7, 9, 11 (Standort)                                                                        | Wohnhaus                                                                                           | Langgestreckter zweigeschossiger Mansarddachbau mit barocken Fassadengliederungen, frühes 18. Jahrhundert | D-6-75-141-82 Wikidata           | weitere Bilder |
| Luitpoldstraße 8 (Standort)                                                                               | Wohnhaus                                                                                           | Zweigeschossiger giebelständiger Satteldachbau, 17. Jahrhundert, später verändert; Holztor mit Rokokoschnitzerei, Mitte 18. Jahrhundert | D-6-75-141-83 Wikidata           | weitere Bilder |
| Luitpoldstraße 12 (Standort)                                                                              | Wohnhaus                                                                                           | Dreigeschossiger traufständiger Satteldachbau mit rundbogiger Tordurchfahrt, Eckpilastern und geohrten Fensterrahmungen, bezeichnet „1822“ | D-6-75-141-84 Wikidata           | weitere Bilder |
| Luitpoldstraße 12 (Standort)                                                                              | Zugehöriger Flügelbau                                                                              | | D-6-75-141-84 Wikidata           | weitere Bilder |
| Main (Standort)                                                                                           | Alte Mainbrücke                                                                                    | Im Kern mittelalterlich, im 17./18. Jahrhundert zum großen Teil erneuert | D-6-75-141-160 Wikidata          | weitere Bilder |
| Mainstockheimer Straße 1 (Standort)                                                                       | Brauereigaststätte                                                                                 | Zweigeschossiger zweifarbiger Ziegelbau in Ecklage, mit Tanzsaal, um 1875 | D-6-75-141-231 Wikidata          | weitere Bilder |
| Mainstockheimer Straße 2 (Standort)                                                                       | Rudervereinshaus                                                                                   | Zweigeschossiger Steilsatteldachbau mit Treppengiebeln und Eckerkern, neugotisch, 1920er Jahre | D-6-75-141-85 Wikidata           | weitere Bilder |
| Mainstockheimer Straße 3 (Standort)                                                                       | Villa Elisabeth                                                                                    | Mit Turm, Fachwerk, Schwebegebinden, historisierend, um 1900 | D-6-75-141-230 Wikidata          | weitere Bilder |
| Mainstockheimer Straße 4 (Standort)                                                                       | Gartenhaus                                                                                         | Sandsteinquader, frühes 19. Jahrhundert | D-6-75-141-215 Wikidata          | weitere Bilder |
| Mainstockheimer Straße 11 (Standort)                                                                      | Gründerzeit-Villa der ehemaligen Brauerei Kleinschroth                                             | Zweieinhalbgeschossiger vielgliedriger Walmdachbau im Stil der italienischen Renaissance, bezeichnet „1898“, von Christoph Mayer (Würzburg), mit Garten, Einfriedung | D-6-75-141-86 Wikidata           | weitere Bilder |
| Mainstockheimer Straße 11 (Standort)                                                                      | Pavillon                                                                                           | | D-6-75-141-86                    | weitere Bilder |
| Mainstockheimer Straße 11 (Standort)                                                                      | Pavillon                                                                                           | | D-6-75-141-86                    | weitere Bilder |
| Marktstraße (Standort)                                                                                    | Marktbrunnen                                                                                       | Mit Figur des heiligen Kilian, erste Hälfte 18. Jahrhundert | D-6-75-141-103 Wikidata          | weitere Bilder |
| Marktstraße 3, Waaggasse 2 (Standort)                                                                     | Baugruppe in Ecklage                                                                               | Dreigeschossiges Wohnhaus, 18. Jahrhundert | D-6-75-141-87 Wikidata           | weitere Bilder |
| Marktstraße 5 (Standort)                                                                                  | Baugruppe in Ecklage                                                                               | Schmales Traufseithaus, mit Neurenaissance-Fassade, um zweite Hälfte des 19. Jahrhunderts, über älterem Kern | D-6-75-141-87 zugehörig Wikidata | weitere Bilder |
| Waaggasse 2 a, 4 (Standort)                                                                               | Rückgebäude                                                                                        | Mit Lauben, 18. Jahrhundert | D-6-75-141-87 zugehörig Wikidata | weitere Bilder |
| Waaggasse 4 (Standort)                                                                                    | Barockportal                                                                                       | Mit geohrter Rahmung, 18. Jahrhundert | D-6-75-141-87 zugehörig Wikidata | BW             |
| Marktstraße 6, 8 (Standort)                                                                               | Bürgerhaus                                                                                         | Doppelhaus, dreigeschossiger giebelständiger Satteldachbau mit Fachwerkobergeschossen, 17. Jahrhundert | D-6-75-141-88 Wikidata           | weitere Bilder |
| Marktstraße 10 (Standort)                                                                                 | Wohnhaus                                                                                           | Dreigeschossiges Traufseithaus, Fachwerk verputzt, 17. Jahrhundert | D-6-75-141-90 Wikidata           | weitere Bilder |
| Marktstraße 12 (Standort)                                                                                 | Wohn- und Geschäftshaus                                                                            | Dreigeschossiger Mansarddachbau in Ecklage, im Kern 18. Jahrhundert, erneuert | D-6-75-141-91 Wikidata           | weitere Bilder |
| Marktstraße 13 (Standort)                                                                                 | Wohn- und Geschäftshaus                                                                            | Dreigeschossiger Walmdachbau in Ecklage mit verputztem Fachwerkobergeschoss und profilierten Fensterrahmungen, im Kern 16./17. Jahrhundert | D-6-75-141-92 Wikidata           | weitere Bilder |
| Marktstraße 18 (Standort)                                                                                 | Hausfigur                                                                                          | Immaculata, 18./19. Jahrhundert | D-6-75-141-93 Wikidata           | weitere Bilder |
| Marktstraße 21 (Standort)                                                                                 | Ehemaliges Bürgerhaus, jetzt Wohn- und Geschäftshaus                                               | Dreigeschossiger traufständiger Mansarddachbau mit barocker Fassadengliederung, 18. Jahrhundert | D-6-75-141-94 Wikidata           | weitere Bilder |
| Marktstraße 24, 26, Kaiserstraße 9, 11 (Standort)                                                         | Bürgerhaus                                                                                         | Viergeschossiger giebelständiger Satteldachbau mit Krüppelwalm und Zierfachwerk, 16./17. Jahrhundert | D-6-75-141-95 Wikidata           | weitere Bilder |
| Marktstraße 28 (Standort)                                                                                 | Bürgerhaus                                                                                         | Viergeschossiges Walmdachbau in Ecklage mit Mittelresalit und barocker Fassadengliederung, 18. Jahrhundert | D-6-75-141-97 Wikidata           | weitere Bilder |
| Marktstraße 28 (Standort)                                                                                 | Hausfigur                                                                                          | Immaculata, barock | D-6-75-141-97 Wikidata           | weitere Bilder |
| Marktstraße 30, 32 (Standort)                                                                             | Geschäftsbuden mit Giebelfassaden                                                                  | Den Marktturm umgebend, frühes 19. Jahrhundert | D-6-75-141-98 Wikidata           | weitere Bilder |
| Marktstraße 34 (Standort)                                                                                 | Rathaus                                                                                            | Renaissancebau mit Giebelfassade, von Meister Hans Eckhart von Schaffhausen 1561–1563 | D-6-75-141-100 Wikidata          | weitere Bilder |
| Marktstraße 40 (Standort)                                                                                 | Wohn- und Geschäftshaus                                                                            | Dreigeschossiger traufständiger Satteldachbau, Obergeschosse mit Zierfachwerk, 16./17. Jahrhundert | D-6-75-141-101 Wikidata          | weitere Bilder |
| Marktstraße 42 (Standort)                                                                                 | Bürgerhaus                                                                                         | Dreigeschossiger traufständiger Mansarddachbau mit barocken Fensterumrahmungen, 18. Jahrhundert | D-6-75-141-102 Wikidata          | weitere Bilder |
| Moltkestraße 1 (Standort)                                                                                 | Stadtvilla und Geschäftshaus                                                                       | Eingeschossiger Natursteinbau mit flachem Walmdach, zweigeschossiger risalitartiger Anbau mit flachem Satteldach, im Erdgeschoss grob bossierte Kantenquader, Fenster mit segmentbogiger Verdachung und Gebälk, im Obergeschoss profilierte Fenstergewände mit kannelierten Pilastern, Traufe mit Zahnschnitt; schmiedeeisernes Portal, bez. C R 1885 | D-6-75-141-331                   | weitere Bilder |
| Moltkestraße 5 (Standort)                                                                                 | Miethaus                                                                                           | Dreigeschossiger Pyramiddachbau in Ecklage, mit Risaliten, Ziergiebel, Eckbalkons, Putzgliederung, historistisch, um 1905 | D-6-75-141-216 Wikidata          | weitere Bilder |
| Moltkestraße 21 (Standort)                                                                                | Villenartiges Wohnhaus                                                                             | Mit Mansarddach und Lisenengliederung in barockisierenden Formen, 1902 | D-6-75-141-265 Wikidata          | weitere Bilder |
| Mühlbergstraße (Standort)                                                                                 | Brunnenanlage                                                                                      | Mit Vasenbesatz, um 1910 | D-6-75-141-262 Wikidata          | weitere Bilder |
| Mühlbergstraße 1 (Standort)                                                                               | Villa Wildhagen                                                                                    | Barockisierender Gruppenbau mit Nebengebäuden, Römerbad und Pfeilerzaun, 1914 von K. Ebner und Fritz Saalfrank | D-6-75-141-104 Wikidata          | weitere Bilder |
| Obere Bachgasse 1 (Standort)                                                                              | Gasthaus                                                                                           | Zweigeschossiger Halbwalmdachbau mit aufgeputzten Fassadengliederungen, frühes 19. Jahrhundert | D-6-75-141-105 Wikidata          | weitere Bilder |
| Obere Bachgasse 3, 5 (Standort)                                                                           | Wohnhaus                                                                                           | Dreigeschossiger traufständiger Steilsatteldachbau mit vorkragenden verputzten Fachwerkobergeschossen, 17. Jahrhundert | D-6-75-141-106 Wikidata          | weitere Bilder |
| Obere Bachgasse 19 (Standort)                                                                             | Bürgerhaus                                                                                         | Zweigeschossiger traufständiger Mansarddachbau mit barocken Gliederungen, 18. Jahrhundert | D-6-75-141-107 Wikidata          | weitere Bilder |
| Obere Bachgasse 23 (Standort)                                                                             | Toreinfahrt                                                                                        | Rundbogiges Portal mit klassizistischem Ziergitter und zweiflügeliger Holztür, spätes 18. Jahrhundert | D-6-75-141-108 Wikidata          | weitere Bilder |
| Obere Bachgasse 26 (Standort)                                                                             | Ehemalige Brauerei Gassner                                                                         | Dreigeschossiger dreiflügeliger Walmdachbau mit übergiebeltem Risalit, Kalkstein mit Sandsteingliederungen, 1876 unter Einbeziehung älterer Bauteile | D-6-75-141-217 Wikidata          | weitere Bilder |
| Obere Bachgasse 28 (Standort)                                                                             | Wohnhaus                                                                                           | Zweigeschossiger Satteldachbau mit überbauter Toreinfahrt, Obergeschoss verputztes Fachwerk, bezeichnet „1699“ | D-6-75-141-109 Wikidata          | weitere Bilder |
| Obere Bachgasse 38, 40 (Standort)                                                                         | Wohnhaus                                                                                           | Zweigeschossiger Satteldachbau mit traufständigem Anbau, Zierfachwerk, 16./17. Jahrhundert | D-6-75-141-110 Wikidata          | weitere Bilder |
| Obere Bachgasse 38, 40 (Standort)                                                                         | Wappenstein                                                                                        | Von 1572 | D-6-75-141-110 Wikidata          | weitere Bilder |
| Obere Bachgasse 42, 44 (Standort)                                                                         | Wohnhaus                                                                                           | Zweigeschossiger giebelständiger Satteldachbau mit verputztem Fachwerkgiebel, im Erdgeschoss profilierte Fensterrahmungen, 17. Jahrhundert | D-6-75-141-218 Wikidata          | weitere Bilder |
| Obere Kirchgasse 5 (Standort)                                                                             | Katholische Pfarrkirche St. Johannes der Täufer                                                    | Spätgotische Hallenkirche mit eingezogenem Chor, um 1402 bis um 1460, Kirchenweihe 1487, Turmaufbau 1737, Chorverglasung 1959/60 von Johannes Schreiter; mit Ausstattung | D-6-75-141-111 Wikidata          | weitere Bilder |
| Obere Kirchgasse 5 (Standort)                                                                             | Katholische Pfarrkirche St. Johannes der Täufer, Ölberg                                            | An der Südfassade | D-6-75-141-111 Wikidata          | weitere Bilder |
| Obere Kirchgasse 7 (Standort)                                                                             | Pfarrhaus                                                                                          | Zweigeschossiger Walmdachbau im Rundbogenstil, um 1840/50 | D-6-75-141-112 Wikidata          | weitere Bilder |
| Obere Kirchgasse 7, im Pfarrgarten St. Johannes (Standort)                                                | Kreuzigungsgruppe                                                                                  | Mit Maria und Johannes auf profilierten Sockeln, Sandstein, 18. Jahrhundert | D-6-75-141-112 Wikidata          | weitere Bilder |
| Obere Kirchgasse 8 (Standort)                                                                             | Bürgerhaus                                                                                         | Dreigeschossiger traufständiger Mansarddachbau mit barocker Fassadengliederung, 18. Jahrhundert | D-6-75-141-113 Wikidata          | weitere Bilder |
| Obere Kirchgasse 9 (Standort)                                                                             | Gasthaus zum Ochsen                                                                                | Zweigeschossiger traufständiger Satteldachbau mit vorkragendem verputztem Fachwerkobergeschoss, 18. Jahrhundert | D-6-75-141-114 Wikidata          | weitere Bilder |
| Obere Kirchgasse 12 (Standort)                                                                            | Wohn- und Geschäftshaus                                                                            | Dreigeschossiger giebelständiger Satteldachbau mit verputzten Fachwerkobergeschossen, Giebel mit Zierfachwerk, um 1700 | D-6-75-141-220 Wikidata          | weitere Bilder |
| Obere Kirchgasse 13 (Standort)                                                                            | Wohnhaus                                                                                           | Zweigeschossiger traufständiger Satteldachbau mit vorkragendem Obergeschoss, im Kern zwei Häuser, wohl 16. Jahrhundert | D-6-75-141-305                   | weitere Bilder |
| Obere Kirchgasse 14 (Standort)                                                                            | Bürgerhaus                                                                                         | Dreigeschossiger giebelständiger Satteldachbau mit vorkragendem Zierfachwerk, bezeichnet „1559“ | D-6-75-141-115 Wikidata          | weitere Bilder |
| Obere Kirchgasse 15 (Standort)                                                                            | Bürgerhaus                                                                                         | Zweigeschossiger giebelständiger Satteldachbau mit rückwärtigem Flügel, Obergeschoss rückwärts z. T. Fachwerk, 16. Jahrhundert | D-6-75-141-281                   | weitere Bilder |
| Obere Kirchgasse 20 (Standort)                                                                            | Ehemaliger Brauereihof                                                                             | Zwei zweigeschossige traufständige Satteldachbauten mit rundbogigen Toreinfahrten und profilierten Rahmungen, Obergeschoss teilweise Fachwerk verputzt, bezeichnet „1609“ und „1679“ | D-6-75-141-116 Wikidata          | weitere Bilder |
| Obere Kirchgasse 21 (Standort)                                                                            | Wohnhaus                                                                                           | Zweigeschossiger traufständiger Halbwalmdachbau mit Rundbogenfenstern im Erdgeschoss, bezeichnet „1819“ | D-6-75-141-117 Wikidata          | weitere Bilder |
| Obere Kirchgasse 26 (Standort)                                                                            | Wohnhaus                                                                                           | Zweigeschossiger giebelständiger Satteldachbau mit Halbwalm, Fachwerk, Konsolstein bezeichnet „1538“ | D-6-75-141-118 Wikidata          | weitere Bilder |
| Paul-Eber-Straße 1, Wörthstraße 24 (Standort)                                                             | Mietwohnhaus                                                                                       | Zweigeschossiger Mansarddachbau in Ecklage mit zwiebelbekröntem Erkertürmchen und übergiebeltem Risalit, Ziegel und Hausteingliederungen, späthistoristisch, 1898/99, mit Einfriedung | D-6-75-141-244 Wikidata          | weitere Bilder |
| Paul-Eber-Straße 5 (Standort)                                                                             | Wohnhaus                                                                                           | Zweigeschossiger Mansarddachbau mit übergiebeltem Mittelresalit und Turm, Neurenaissance, 1899 | D-6-75-141-119 Wikidata          | weitere Bilder |
| Paul-Eber-Straße 11 (Standort)                                                                            | Wohnhaus                                                                                           | Dreigeschossiges Wohnhaus mit Halbwalmdach, übergiebeltem Risalit mit Schwebegebinde, Zierfachwerk, Schweizerhausstil, 1911 | D-6-75-141-264 Wikidata          | weitere Bilder |
| Paul-Eber-Straße 12 (Standort)                                                                            | Wohnhaus                                                                                           | Eingeschossiger Mansarddachbau mit übergiebeltem Mittelresalit, barockisierender Jugendstil, um 1910 | D-6-75-141-120 Wikidata          | weitere Bilder |
| Paul-Eber-Straße 14 (Standort)                                                                            | Wohnhaus                                                                                           | Dreigeschossiger Pyramiddachbau mit neubarocken Fassadengliederungen, 1913 | D-6-75-141-214 Wikidata          | weitere Bilder |
| Ritterstraße 8 (Standort)                                                                                 | Wohn- und Geschäftshaus                                                                            | Zweigeschossiger traufständiger Satteldachbau mit mittlerer Toreinfahrt, klassizistisch, 1830/40 | D-6-75-141-121 Wikidata          | weitere Bilder |
| Ritterstraße 9 (Standort)                                                                                 | Bürgerhaus                                                                                         | Zweigeschossiger Mansarddachbau mit barocken Gliederungen, bezeichnet „1763“ | D-6-75-141-122 Wikidata          | weitere Bilder |
| Ritterstraße 11, 13, 15, 17 (Standort)                                                                    | Inschrifttafel                                                                                     | 1595, und Wappenstein, 1557 | D-6-75-141-123 Wikidata          | weitere Bilder |
| Ritterstraße 14 (Standort)                                                                                | Wohnhaus                                                                                           | Dreigeschossiger giebelständiger Satteldachbau mit verputzten Fachwerkobergeschossen, 17. Jahrhundert | D-6-75-141-124 Wikidata          | weitere Bilder |
| Ritterstraße 16 (Standort)                                                                                | Wohn- und Geschäftshaus                                                                            | Dreigeschossiger Walmdachbau mit traufständigem Satteldachflügel, verputztes Fachwerkobergeschoss, Toreinfahrt bezeichnet „1588“ | D-6-75-141-125 Wikidata          | weitere Bilder |
| Ritterstraße 20 (Standort)                                                                                | Ehemalige Brauerei                                                                                 | Dreigeschossiger traufständiger Steilsatteldachbau mit profilierten Rahmungen und rückwärtig mit Fachwerkobergeschoss, im Kern 16. Jahrhundert | D-6-75-141-126 Wikidata          | weitere Bilder |
| Ritterstraße 25 (Standort)                                                                                | Ehemaliges Amtsgericht, jetzt Vermessungsamt                                                       | Dreigeschossiger Walmdachbau mit klassizistischen Fassadengliederungen, errichtet nach 1878 auf dem ehemaligen Leidenhof | D-6-75-141-127 Wikidata          | weitere Bilder |
| Ritterstraße 25 (Standort)                                                                                | Leidenhof                                                                                          | Von diesem hat sich die östliche Außenmauer erhalten, bezeichnet „1545“ | D-6-75-141-127 Wikidata          | weitere Bilder |
| Rosenstraße 10 (Standort)                                                                                 | Wohnhaus                                                                                           | Schmaler dreigeschossiger traufständiger Satteldachbau mit geohrten Rahmungen, spätes 18. Jahrhundert | D-6-75-141-128 Wikidata          | weitere Bilder |
| Rosenstraße 12 (Standort)                                                                                 | Korbbogiges Portal                                                                                 | Bezeichnet 1829 | D-6-75-141-129 Wikidata          | weitere Bilder |
| Rosenstraße 14 (Standort)                                                                                 | Gasthaus                                                                                           | Zweigeschossiger Satteldachbau mit Fachwerkobergeschoss, 18. Jahrhundert | D-6-75-141-130 Wikidata          | weitere Bilder |
| Rosenstraße 15 (Standort)                                                                                 | Wohnhaus                                                                                           | Dreigeschossiger traufständiger Satteldachbau mit klassizistischer Fassade, Portal bezeichnet „1819“ | D-6-75-141-131 Wikidata          | weitere Bilder |
| Rosenstraße 17 (Standort)                                                                                 | Wohn- und Geschäftshaus                                                                            | Dreigeschossiger Satteldachbau in Ecklage mit profilierten Rahmungen des 17. und 18. Jahrhunderts, im Innern bezeichnet „1573“ | D-6-75-141-132 Wikidata          | weitere Bilder |
| Rosenstraße 17 (Standort)                                                                                 | Zwei Wappensteine                                                                                  | Barock | D-6-75-141-132 Wikidata          | weitere Bilder |
| Rosenstraße 28 (Standort)                                                                                 | Altdeutsche Weinstube                                                                              | Dreigeschossiger Satteldachbau in Ecklage mit Zwerchgiebel, 18./19. Jahrhundert | D-6-75-141-133 Wikidata          | weitere Bilder |
| Schmiedelstraße 1 (Standort)                                                                              | Wohn- und Kontorgebäude, ehem. Wohnhaus des Kitzinger Bürgermeisters Andreas Schmiedel (1829–1882) | Zweigeschossiger Eckbau mit Kniestock und flachgeneigtem Walmdach, mit Lisenengliederung und abgeschrägter Kante mit Erker, spätklassizistisch, 1865; durch Toranlage mit Terrassendach angebundenes Weinkontorgebäude in gleicher Formensprache, zweigeschossiger Walmdachbau mit Kniestock, 1888 von Michael Pavel (Kitzingen)                      | D-6-75-141-303                   | weitere Bilder |
| Schmiedelstraße 7 (Standort)                                                                              | Villa                                                                                              | Zweigeschossiger Walmdachbau, unverputztes Bruchsteinmauerwerk mit Sandsteingliederungen, im toskanischen Stil, um 1887 | D-6-75-141-257                   | weitere Bilder |
| Schmiedelstraße 9 (Standort)                                                                              | Wohnhaus mit Villencharakter                                                                       | Zweigeschossiger Walmdachbau, steinsichtig mit Hausteingliederungen, späthistoristisch, 1889 | D-6-75-141-241 Wikidata          | weitere Bilder |
| Schrannenstraße 1 (Standort)                                                                              | Wohnhaus                                                                                           | Zweigeschossiger Satteldachbau mit geohrten Fensterrahmungen, um 1700; im Kern Stadtmauer, 15. Jahrhundert | D-6-75-141-134 Wikidata          | weitere Bilder |
| Schrannenstraße 2 (Standort)                                                                              | Hausfigur                                                                                          | Erzengel Michael, Sandstein, 18. Jahrhundert | D-6-75-141-135 Wikidata          | weitere Bilder |
| Schrannenstraße 11 (Standort)                                                                             | Zwei Masken                                                                                        | An der rückwärtigen Hauswand in barocken Formen | D-6-75-141-137 Wikidata          | weitere Bilder |
| Schrannenstraße 19 (Standort)                                                                             | Hausfigur                                                                                          | Immaculata, 18. Jahrhundert | D-6-75-141-139                   | weitere Bilder |
| Schrannenstraße 23 (Standort)                                                                             | Wohnhaus                                                                                           | Zweigeschossiger traufständiger Satteldachbau mit barocken Gliederungen, bezeichnet „176.“ | D-6-75-141-140 Wikidata          | weitere Bilder |
| Schrannenstraße 33 (Standort)                                                                             | Ehemaliges Baywa-Lagerhaus                                                                         | Rückwärtiger Teil eines Lagerhauses mit Mansarddach, 18. Jahrhundert, und Reste eines Befestigungsturmes der äußeren Stadtmauer, 15. Jahrhundert | D-6-75-141-141 Wikidata          | weitere Bilder |
| Schrannenstraße 49 (Standort)                                                                             | Wohnhaus                                                                                           | Zweigeschossiger traufständiger Satteldachbau mit korbbogiger Toreinfahrt, bezeichnet „1815“ | D-6-75-141-143 Wikidata          | weitere Bilder |
| Schreibersgasse 2 (Standort)                                                                              | Kindergarten                                                                                       | Zweigeschossiger Pyramidendachbau in neubarockem Stil, um 1900; rückwärtiger Anbau zu Kapuzinerstraße 19 | D-6-75-141-144 Wikidata          | weitere Bilder |
| Schulhof 2 (Standort)                                                                                     | Ehemaliges Postgebäude, jetzt Stadtbauamt                                                          | Zweigeschossiger Mansarddachbau, um 1800 | D-6-75-141-145 Wikidata          | weitere Bilder |
| Schweizergasse 3 (Standort)                                                                               | Wohn- und Geschäftshaus                                                                            | Dreigeschossiger Walmdachbau mit geohrten Fensterrahmungen, 18./19. Jahrhundert | D-6-75-141-146 Wikidata          | weitere Bilder |
| Schweizergasse 6 (Standort)                                                                               | Wohn- und Geschäftshaus                                                                            | Schmaler zweigeschossiger traufständiger Satteldachbau mit verputztem Fachwerkobergeschoss, 17./18. Jahrhundert | D-6-75-141-147 Wikidata          | weitere Bilder |
| Schweizergasse 8 (Standort)                                                                               | Wohn- und Geschäftshaus                                                                            | Schmaler dreigeschossiger traufständiger Satteldachbau mit verputztem Fachwerkobergeschoss, 17./18. Jahrhundert | D-6-75-141-148                   | weitere Bilder |
| Schweizergasse 10 (Standort)                                                                              | Gasthaus                                                                                           | Zweigeschossiger traufständiger Satteldachbau mit Zierfachwerkobergeschoss, 16./17. Jahrhundert | D-6-75-141-149 Wikidata          | weitere Bilder |
| Untere Kirchgasse 11 (Standort)                                                                           | Untere Kirchgasse 11                                                                               | Dreigeschossiger traufständiger Satteldachbau mit zwei massiven Geschossen, einem verputzten Fachwerkgeschoss und rundbogigem Sandsteinportal, bez. 1605 | D-6-75-141-151 Wikidata          | weitere Bilder |
| Untere Kirchgasse 12 (Standort)                                                                           | Fensterrahmung                                                                                     | Mit spätgotischem Profil, 16. Jahrhundert | D-6-75-141-152 Wikidata          | weitere Bilder |
| Untere Kirchgasse 18 (Standort)                                                                           | Wohnhaus                                                                                           | Zweigeschossiger giebelständiger Satteldachbau, verputztes Fachwerk, bezeichnet „1563“ | D-6-75-141-153 Wikidata          | weitere Bilder |
| Völkersgasse 1 (Standort)                                                                                 | Wohnhaus                                                                                           | Dreigeschossiger Halbwalmdachbau mit Fachwerkobergeschossen, bezeichnet „1814“, über Kern des 17./18. Jahrhunderts | D-6-75-141-154 Wikidata          | weitere Bilder |
| Völkersgasse 4 (Standort)                                                                                 | Wohnhaus                                                                                           | Zweigeschossiger traufständiger Satteldachbau mit verputztem Fachwerk, gotisches Torgewände, bezeichnet „1497“ | D-6-75-141-155 Wikidata          | weitere Bilder |
| Winterleitenweg 27, Nähe Winterleitenweg (Standort)                                                       | Alte Kitzinger Wasserversorgung                                                                    | Unterirdischer Gang mit Inschrifttafeln von 1671, 1686 und 1763; nicht nachqualifiziert, im Bayerischen Denkmal-Atlas nicht kartiert | D-6-75-141-157 Wikidata          | BW             |
| Wörthstraße 12, 14 (Standort)                                                                             | Wohnhaus                                                                                           | Zweigeschossiger Mansarddachbau mit seitlichen Risaliten, Ziegel und Hausteingliederungen, um 1900 | D-6-75-141-2 Wikidata            | weitere Bilder |
| Würzburger Straße 4 (Standort)                                                                            | Wohn- und Geschäftshaus                                                                            | Mit reich gegliederter historistischer Steinfassade, 1885 | D-6-75-141-232 Wikidata          | weitere Bilder |
| Würzburger Straße 10 (Standort)                                                                           | Barocke Türrahmung                                                                                 | Bezeichnet „1736“ | D-6-75-141-158 Wikidata          | weitere Bilder |
| Würzburger Straße 24 (Standort)                                                                           | Bürgerhaus                                                                                         | Dreigeschossiger traufständiger Satteldachbau mit verputzten vorkragenden Fachwerkobergeschossen, 17. Jahrhundert | D-6-75-141-159 Wikidata          | weitere Bilder |

### Eheriedermühle
| Lage                                                                           | Objekt                    | Beschreibung | Akten-Nr.               | Bild           |
| ------------------------------------------------------------------------------ | ------------------------- | --- | ----------------------- | -------------- |
| Kaltensondheimer Straße (bei Nr. 115, gegenüber der Eheriedermühle) (Standort) | Bildstock                 | Dreiteilig, auf quadratischem Sockel eine Vierkantstütze mit Bildaufsatz, Darstellung der Heiligen Familie, bezeichnet „1725“ | D-6-75-141-161 Wikidata | Bildstock      |
| Kaltensondheimer Straße 115 (Standort)                                         | Eherieder Mühle, Wohnhaus | Eingeschossiger Halbwalmdachbau mit geohrten Fensterrahmungen, bezeichnet „1755“                                              | D-6-75-141-54 Wikidata  | weitere Bilder |
| Kaltensondheimer Straße 115 (Standort)                                         | Steinbrunnen              | 18./19. Jahrhundert | D-6-75-141-54 Wikidata  | Steinbrunnen   |

### Etwashausen
| Lage                                     | Objekt                                               | Beschreibung | Akten-Nr.               | Bild           |
| ---------------------------------------- | ---------------------------------------------------- | --- | ----------------------- | -------------- |
| An der Jungfernmühle 1 (Standort)        | Ehemalige Jungfernmühle                              | Innerhalb des Fabrikgeländes Fichtel & Sachs in Teilen erhalten, Hauptgebäude zweigeschossiger Walmdachbau mit geohrten Fenstergewänden, Geschossgesims und Eckquaderung, Nebengebäude eingeschossige Bruchsteinbauten, erste Hälfte 19. Jahrhundert über älterem Kern | D-6-75-141-162 Wikidata | BW             |
| Balthasar-Neumann-Straße 1 (Standort)    | Katholische Hl.-Kreuz-Kapelle                        | Kreuzförmige Anlage um zentrale Rotunde, von Balthasar Neumann 1741–1745; mit Ausstattung | D-6-75-141-163 Wikidata | weitere Bilder |
| Balthasar-Neumann-Straße 1 (Standort)    | Umfassungsmauer und Brunnen                          | | D-6-75-141-163 Wikidata | weitere Bilder |
| Balthasar-Neumann-Straße 3, 5 (Standort) | Ehemalige evangelisch-lutherische Kirche St. Michael | Dreigeschossiger Walmdachbau mit verputzten Pilastern, nach Plänen von Balthasar Neumann zwischen 1748 und 1754 errichtet, 1817 profaniert und zum Wohnhaus umgebaut                                                                                                   | D-6-75-141-164 Wikidata | weitere Bilder |
| Balthasar-Neumann-Straße 12 (Standort)   | Wohn- und Geschäftshaus                              | Zweigeschossiger traufständiger Satteldachbau mit geohrten Fenster- und Türrahmungen, Erscheinung 18./19. Jahrhundert, im Kern 1480 (dendrochronologisch datiert) | D-6-75-141-165 Wikidata | weitere Bilder |

conneKT: Bauten der ehem. Flugschule für die Luftstreitkräfte des Deutschen Kaiserreichs von 1917 in Formen des reduzierten Historismus. Aktennummer: D-6-75-141-272.
- 1. Kommandantur (Bau 103), gestreckte dreiflügelige Anlage mit Mansardwalmdächern, zweigeschossiger Mittelbau mit eingeschossigen Flügeln, östlich Vorhalle mit Dreiecksgiebel, 1917
- 2. Mannschaftsgebäude (ConneKT 56), gestreckter, zweigeschossiger und fünfteiliger Bau mit drei Mansardwalmdach-Pavillons, 1917
- 3. Kasino (conneKT 57), gestreckter eingeschossiger Mansardwalmdachbau, Mittelrisalit mit Mansardhalbwalmdach und Fensterarkaden, 1917
- 4. Mannschaftsgebäude (conneKT 55), gestreckter zweigeschossiger Bau, Mittelpavillon mit Mansardwalmdach, Flügel mit Walmdach, eingeschossige Anbauten mit Walmdach, 1917
- 5. Wirtschaftsgebäude (ConneKT 01), gestreckter eingeschossiger Walmdachbau, Mittelrisalit mit Lisenengliederung und geschweiftem Giebel, 1917
- 6. Hangar mit Tower (conneKT 53) (Lage), Flugzeughalle mit Stahlfachwerkträgern zwischen u-förmig angeordneten zweigeschossigen Flachdachbauten und dreigeschossigen Kopfbauten, auf dem südlichen Tower, Stahlbetonskelett, Neue Sachlichkeit, 1935, im Kern von 1917; Hangar, sog. Normalflugzeughalle, Stahlskelettbau, 1917

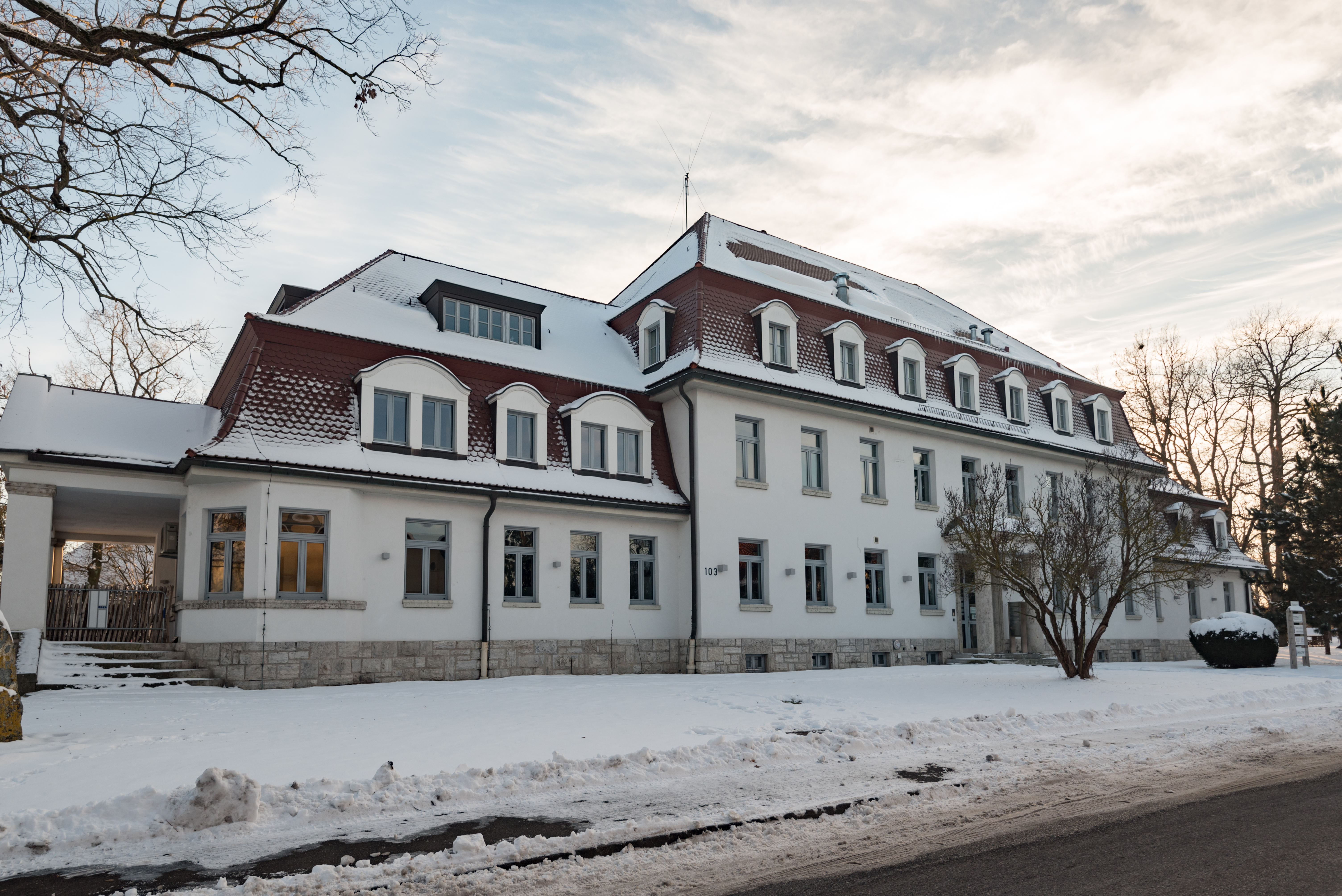
ConneKT 1 weitere Bilder
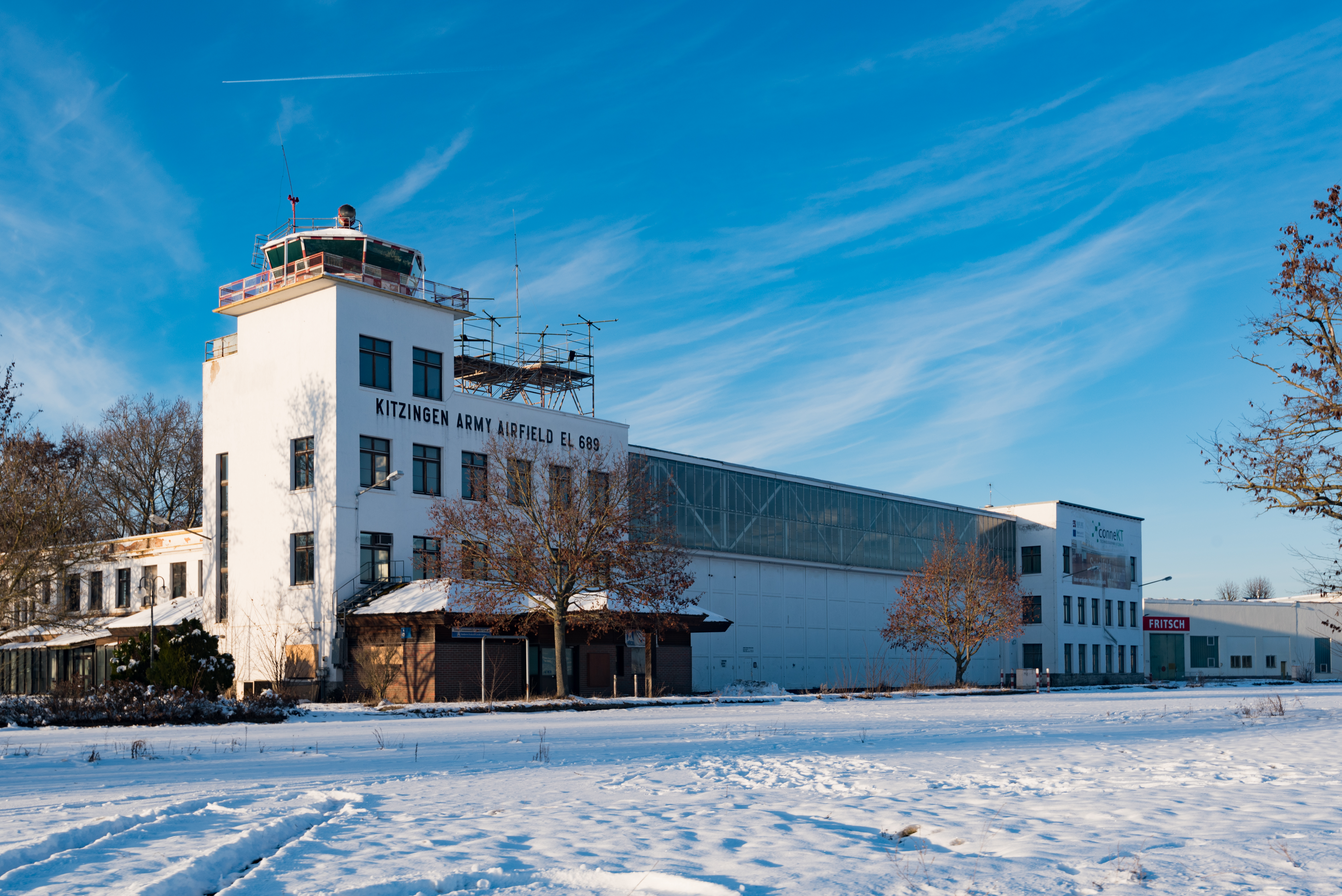
conneKT 53 weitere Bilder
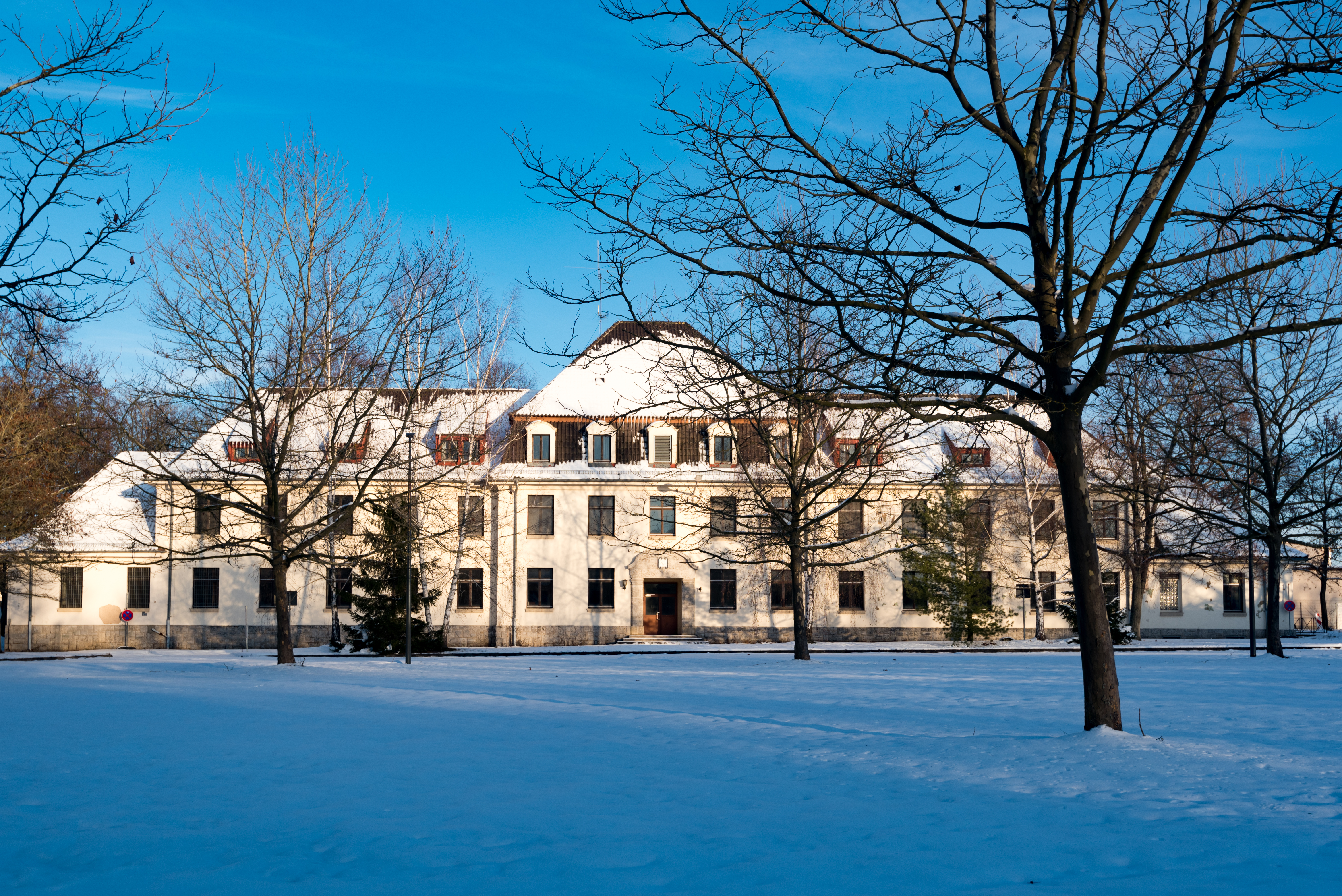
ConneKT 55 weitere Bilder
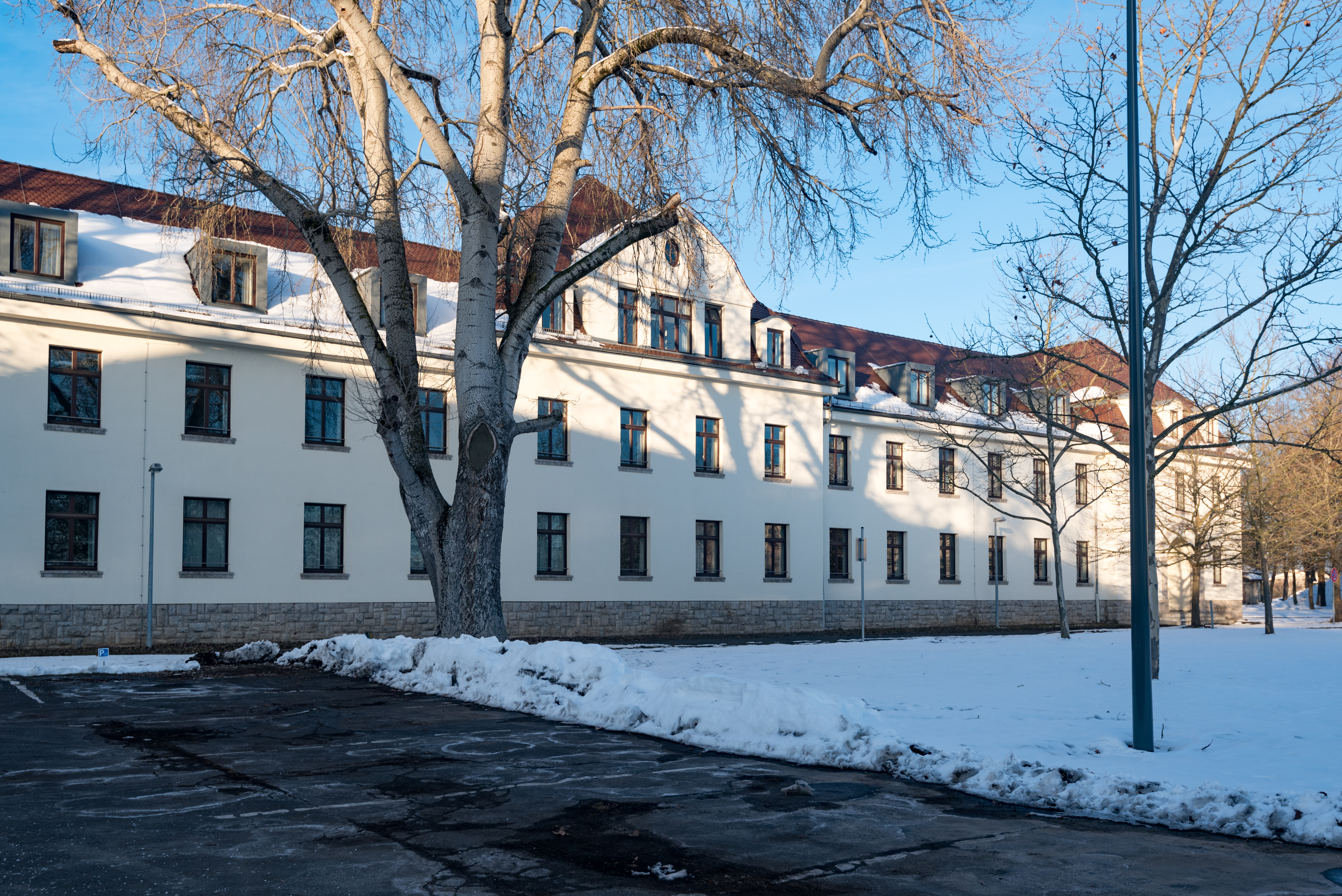
ConneKT 56 weitere Bilder

| Lage                                      | Objekt                                                   | Beschreibung | Akten-Nr.               | Bild           |
| ----------------------------------------- | -------------------------------------------------------- | --- | ----------------------- | -------------- |
| Flugplatzstraße 1 (Standort)              | Gusseisenbrunnen                                         | Pfeiler mit Ornamentreliefs und Vasenbekrönung, kelchartige Brunnenschale, historistisch, um 1880 | D-6-75-141-266 Wikidata | weitere Bilder |
| Heinrich-Fehrer-Straße 1 (Standort)       | Ehemalige Fabrikantenvilla                               | Zweigeschossiger Mansarddachbau, Sichtziegel und Hausteingliederungen, Mittelrisalit mit Ziergiebel und Erker, Garteneinfriedung, bezeichnet „1897“                                                   | D-6-75-141-221 Wikidata | weitere Bilder |
| Mainbernheimer Straße 1 (Standort)        | Geschäftshaus                                            | Zweigeschossiger giebelständiger Satteldachbau mit Treppengiebel, bezeichnet „1556“ und „1918“ | D-6-75-141-167 Wikidata | weitere Bilder |
| Mainbernheimer Straße 3, 5 (Standort)     | Wohnhaus                                                 | Zweigeschossiger giebelständiger Satteldachbau, im Obergeschoss mit nachgotischen Fenstergewänden, 18. Jahrhundert                                                                                    | D-6-75-141-168 Wikidata | weitere Bilder |
| Mainbernheimer Straße 14 (Standort)       | Wohnhaus, ehemaliges Winzerhaus                          | Zweigeschossiger traufständiger Satteldachbau mit vorkragendem Fachwerkobergeschoss, 1481 (dendrochronologisch datiert)                                                                               | D-6-75-141-269 Wikidata | weitere Bilder |
| Mainbernheimer Straße 19 (Standort)       | Wohnhaus                                                 | Zweigeschossiger Walmdachbau mit geohrten Fensterrahmungen und Figurennische, Tor bezeichnet „1569“                                                                                                   | D-6-75-141-169 Wikidata | weitere Bilder |
| Mainbernheimer Straße 19 (Standort)       | Gedenktafel an den Aufenthalt Gustav Adolfs von Schweden | 1632 | D-6-75-141-169 Wikidata | weitere Bilder |
| Mainbernheimer Straße 20 (Standort)       | Wohn- und Geschäftshaus                                  | Zweigeschossiger giebelständiger Halbwalmdachbau mit Fachwerkobergeschoss, 17./18. Jahrhundert | D-6-75-141-170 Wikidata | weitere Bilder |
| Mainbernheimer Straße 26 (Standort)       | Wohnhaus                                                 | Zweigeschossiger traufständiger Satteldachbau mit korbbogiger Toreinfahrt, bezeichnet „1770“; Erdgeschoss durch Ladeneinbau gestört                                                                   | D-6-75-141-171 Wikidata | weitere Bilder |
| Mainbernheimer Straße 35 (Standort)       | Wohnhaus                                                 | Zweigeschossiger giebelständiger Satteldachbau mit verputztem Fachwerkobergeschoss, teils mit nachgotischen Fensterrahmungen, 16./17. Jahrhundert                                                     | D-6-75-141-172 Wikidata | weitere Bilder |
| Mainbernheimer Straße 41 (Standort)       | Wohnhaus                                                 | Zweigeschossiger giebelständiger Satteldachbau mit Schwalbenschwanzgiebel, bezeichnet „1509“ und „1561“                                                                                               | D-6-75-141-173 Wikidata | weitere Bilder |
| Mainbernheimer Straße 41 (Standort)       | Hoftor                                                   | | D-6-75-141-173 Wikidata | weitere Bilder |
| Mainbernheimer Straße 47, 49 (Standort)   | Wohnhaus                                                 | Zweigeschossiger Walmdachbau mit geohrten Fensterrahmungen, bezeichnet „1561“ | D-6-75-141-174 Wikidata | weitere Bilder |
| Mainbernheimer Straße 52, 52 a (Standort) | Wohnhaus                                                 | Zweigeschossiger giebelständiger Satteldachbau teils mit geohrten Fensterrahmungen, 18. Jahrhundert, über älterem Kern                                                                                | D-6-75-141-175 Wikidata | weitere Bilder |
| Mainbernheimer Straße 52, 52 a (Standort) | Hoftor                                                   | Bezeichnet „1620“ | D-6-75-141-175 Wikidata | weitere Bilder |
| Richthofenstraße 3 a (Standort)           | Ehemaliger Bahnhof, jetzt Wohnhaus                       | Zweigeschossiges Bahnhofsgebäude mit weit vorkragendem Walmdach und strebepfeilerartigen Gebäudekanten, Lagerhalle, 1927                                                                              | D-6-75-141-223 Wikidata | weitere Bilder |
| Richthofenstraße 3 a (Standort)           | Ehemaliger Bahnhof: Toilettenhäuschen                    | 1927 | D-6-75-141-223 Wikidata | weitere Bilder |
| Schnabelgasse 1 (Standort)                | Wohn- und Geschäftshaus                                  | Zweigeschossiger Walmdachbau mit Geschossgesims und Ecklisenen, 18. Jahrhundert | D-6-75-141-176 Wikidata | weitere Bilder |
| Schnabelgasse 5 (Standort)                | Wohnhaus                                                 | Zweigeschossiger giebelständiger Satteldachbau mit Fachwerkobergeschoss (verputzt), um 1550–1600, um 1800 verändert                                                                                   | D-6-75-141-304          | weitere Bilder |
| Schwarzacher Straße 1 (Standort)          | Wohnhaus                                                 | Zweigeschossiger giebelständiger Satteldachbau mit (derzeit) verkleidetem Fachwerkobergeschoss, 17. Jahrhundert, mit Überformungen des 18./19. Jahrhunderts und Überbauung der ehemaligen Toreinfahrt | D-6-75-141-177 Wikidata | weitere Bilder |
| Schwarzacher Straße 17 (Standort)         | Bauinschrift                                             | Bezeichnet „1717“, renoviert 1923 | D-6-75-141-178 Wikidata | BW             |
| Schwarzacher Straße 18 a (Standort)       | Torbogen                                                 | Korbbogig mit Radabweisern und Schlussstein, bezeichnet „1837“ | D-6-75-141-179 Wikidata | weitere Bilder |

### Hagenmühle
| Lage                              | Objekt     | Beschreibung | Akten-Nr.               | Bild       |
| --------------------------------- | ---------- | --- | ----------------------- | ---------- |
| Marktbreiter Straße 13 (Standort) | Hagenmühle | Zweigeschossiger Zweiflügelbau mit polygonalem Turm, Walm- und Satteldach, Relief eines Brustportraits und Wappenstein über dem Eingang, 16./17. Jahrhundert | D-6-75-141-180 Wikidata | Hagenmühle |

### Hoheim
| Lage                                                   | Objekt                            | Beschreibung                                                                                      | Akten-Nr.               | Bild           |
| ------------------------------------------------------ | --------------------------------- | ------------------------------------------------------------------------------------------------- | ----------------------- | -------------- |
| Kirchberg 9 (Standort)                                 | Pfarrhaus                         | Zweigeschossiger giebelständiger Halbwalmdachbau, erste Hälfte 19. Jahrhundert                    | D-6-75-141-181 Wikidata | BW             |
| Kirchberg 9 (Standort)                                 | Hausfigur                         | Madonna, 20. Jahrhundert                                                                          | D-6-75-141-181 Wikidata | BW             |
| Kirchberg 16 (Standort)                                | Katholische Pfarrkirche St. Georg | Chor frühes 15. Jahrhundert, Langhaus 1707, Turm 1832; mit Ausstattung                            | D-6-75-141-182 Wikidata | weitere Bilder |
| Kirchberg 16 (Standort)                                | Kriegerdenkmal                    | Mit Relief des hl. Georg von Richard Rother, bezeichnet „1928“                                    | D-6-75-141-182 Wikidata | BW             |
| Weinbergsteige; am alten Mainbernheimer Weg (Standort) | Bildstock                         | Mit Pietà und hl. Georg, bezeichnet „1747“                                                        | D-6-75-141-185 Wikidata | weitere Bilder |
| Zehnthofgasse 1 (Standort)                             | Wohnhaus                          | Zweigeschossiger traufständiger Walmdachbau mit geohrten Fensterrahmungen, frühes 19. Jahrhundert | D-6-75-141-183 Wikidata | weitere Bilder |
| Ziegelbergstraße (Standort)                            | Mariensäule                       | Immaculata auf einer Nische und einem Sockel mit Inschrift, Sandstein, bezeichnet „1868“          | D-6-75-141-184 Wikidata | weitere Bilder |

### Hohenfeld
| Lage                             | Objekt                              | Beschreibung | Akten-Nr.               | Bild           |
| -------------------------------- | ----------------------------------- | --- | ----------------------- | -------------- |
| Kraußstraße (Standort)           | Steinbrunnen                        | Mit Pinienzapfenbekrönung, von Joseph Hartmann und Joseph Berg aus Würzburg, 1718                                                              | D-6-75-141-188 Wikidata | weitere Bilder |
| Kraußstraße 4 (Standort)         | Ehemaliges Gasthaus                 | Zweigeschossiger Walmdachbau in Ecklage mit Ecklisenen und geohrten Fensterrahmungen, 18./19. Jahrhundert                                      | D-6-75-141-189 Wikidata | weitere Bilder |
| Kraußstraße 10 (Standort)        | Gasthaus                            | Zweigeschossiger giebelständiger Halbwalmdachbau mit Fachwerkobergeschoss, bezeichnet „1604“                                                   | D-6-75-141-190 Wikidata | weitere Bilder |
| Kraußstraße 12, 14 (Standort)    | Wohnhaus                            | Zwei zweigeschossige traufständige Satteldachbauten mit verputztem Fachwerkobergeschoss und rundbogiger Tordurchfahrt                          | D-6-75-141-191 Wikidata | weitere Bilder |
| Kraußstraße 12, 14 (Standort)    | Fünf Wappensteine                   | An der Fassade, davon zwei bezeichnet „1619“                                                                                                   | D-6-75-141-191 Wikidata | weitere Bilder |
| Kraußstraße 15, 17 (Standort)    | Evangelisch-lutherische Pfarrkirche | Saalbau mit polygonalem Chorabschluss und nördlich angeschlossenem Turm, Chor spätgotisch, Langhaus 1705–1709 von Joseph Berg; mit Ausstattung | D-6-75-141-186 Wikidata | weitere Bilder |
| Mainstraße 2 (Standort)          | Gasthof                             | Zweigeschossiger Mansarddachbau mit korbbogigem Torbogen und Sandsteingliederungen, Bruchsteinmauerwerk, bezeichnet „1800“ und „1820“          | D-6-75-141-192 Wikidata | weitere Bilder |
| Mainstraße 6 (Standort)          | Ehemaliges Fährhaus                 | Zweigeschossiges Giebelhaus, traufseitig mit vorkragendem Obergeschoss, erste Hälfte 18. Jahrhundert                                           | D-6-75-141-225 Wikidata | BW             |
| Mainstraße 8 (Standort)          | Wohnhaus                            | Zweigeschossiger giebelständiger Satteldachbau mit geohrten Fensterrahmungen, 18./19. Jahrhundert                                              | D-6-75-141-193 Wikidata | weitere Bilder |
| Mainstraße 8 (Standort)          | Hofmauer mit Korbbogeneinfahrt      | | D-6-75-141-193 Wikidata | weitere Bilder |
| Marktstefter Straße 1 (Standort) | Torbogen                            | Bezeichnet „1835“ | D-6-75-141-194 Wikidata | weitere Bilder |
| Marktstefter Straße 4 (Standort) | Wohnhaus                            | Zweigeschossiger giebelständiger Satteldachbau mit rundbogiger Toreinfahrt, profilierten Rahmungen und Fachwerkobergeschoss, bezeichnet „1679“ | D-6-75-141-195 Wikidata | weitere Bilder |
| Nähe Friedhofweg (Standort)      | Gottesackerkirche                   | Bergkirche, Chor und Langhaus 1520, Turmuntergeschosse 13. Jahrhundert, 1601/02 erweitert; mit Ausstattung                                     | D-6-75-141-187 Wikidata | weitere Bilder |
| Rathausgasse 14 (Standort)       | Wohnhaus                            | Zweigeschossiger giebelständiger Satteldachbau mit profilierten Fensterrahmungen und verputztem Fachwerkobergeschoss, 17. Jahrhundert          | D-6-75-141-196 Wikidata | weitere Bilder |

### Repperndorf
| Lage                                                  | Objekt                                                | Beschreibung | Akten-Nr.               | Bild           |
| ----------------------------------------------------- | ----------------------------------------------------- | --- | ----------------------- | -------------- |
| Alte Reichsstraße, Ecke Am Seelein (Standort)         | Straßenschild                                         | „Einhemmstelle“, Gusseisen, erste Hälfte 19. Jahrhundert                                                                          | D-6-75-141-212 Wikidata | weitere Bilder |
| Alte Reichsstraße 29 (Standort)                       | Kapelle                                               | Schlichter Saalbau mit Halbwalmdach und Dachreiter, 19./20. Jahrhundert                                                           | D-6-75-141-198 Wikidata | weitere Bilder |
| Alte Reichsstraße 42 (Standort)                       | Bauernhaus                                            | Zweigeschossiger giebelständiger Halbwalmdachbau mit westlich anschließendem Anbau, Sandsteinquader, erste Hälfte 19. Jahrhundert | D-6-75-141-211 Wikidata | weitere Bilder |
| Alte Reichsstraße 44 (Standort)                       | Bauernhaus                                            | Zweigeschossiger giebelständiger Halbwalmdachbau, Sandsteinquader, bezeichnet „1824“                                              | D-6-75-141-210 Wikidata | weitere Bilder |
| Alte Reichsstraße 48 (Standort)                       | Barocke Türrahmung                                    | 18. Jahrhundert | D-6-75-141-200 Wikidata | BW             |
| Alte Reichsstraße 59 (Standort)                       | Pfarrhaus                                             | Zweigeschossiger Satteldachbau mit Geschossgesims und rundbogiger Tordurchfahrt, Sandstein, bezeichnet „1821“                     | D-6-75-141-209 Wikidata | weitere Bilder |
| Am Repperndorfer Berg; an der Bundesstraße (Standort) | Grenzschild                                           | „Grenze Stadt Kitzingen und Bezirk Kitzingen“, Ende 19. Jahrhundert                                                               | D-6-75-141-255 Wikidata | weitere Bilder |
| Eisgasse 2 (Standort)                                 | Evangelisch-lutherische Pfarrkirche St. Laurentius    | Turm und östliche Langhausmauern zweite Hälfte 13. Jahrhundert, um 1600 erweitert; mit Ausstattung                                | D-6-75-141-197 Wikidata | weitere Bilder |
| Eisgasse 2 (Standort)                                 | Kriegerdenkmal                                        | Um 1920 | D-6-75-141-197 Wikidata | weitere Bilder |
| Eisgasse 4 (Standort)                                 | Alte Schule                                           | Zweigeschossiger Walmdachbau mit Stichbogenfenstern und umlaufendem Geschossgesims, um 1840                                       | D-6-75-141-207 Wikidata | weitere Bilder |
| Eisgasse 6 (Standort)                                 | Ehemaliges Zehntanwesen mit zugehörigen Kelleranlagen | Wohnhaus mit Mansarddach und verputztem Fachwerkgiebel, 18. Jahrhundert über älterem Kern                                         | D-6-75-141-226 Wikidata | weitere Bilder |
| Westheimer Straße 20 (Standort)                       | Friedhofshalle                                        | 18. Jahrhundert, mit Holzarkaden, 19. Jahrhundert                                                                                 | D-6-75-141-199 Wikidata | weitere Bilder |
| Westheimer Straße 20 (Standort)                       | Friedhof                                              | Steinkanzel mit Beschlagwerkornamentik und Inschriften, bezeichnet „1600“                                                         | D-6-75-141-199 Wikidata | weitere Bilder |
| Westheimer Straße 20 (Standort)                       | Friedhof                                              | Epitaph, Rokoko, Mitte 18. Jahrhundert                                                                                            | D-6-75-141-199 Wikidata | weitere Bilder |
| Westheimer Straße 20 (Standort)                       | Friedhof                                              | Friedhofsmauer, 18. u. 19. Jahrhundert                                                                                            | D-6-75-141-199 Wikidata | weitere Bilder |
| Westheimer Straße 20 (Standort)                       | Friedhof                                              | Friedhofskreuz mit Gusssteinkorpus, wohl 1920er Jahre                                                                             | D-6-75-141-199 Wikidata | weitere Bilder |

### Sickershausen
| Lage                     | Objekt                                           | Beschreibung                                                                         | Akten-Nr.               | Bild           |
| ------------------------ | ------------------------------------------------ | ------------------------------------------------------------------------------------ | ----------------------- | -------------- |
| Friedhofweg 1 (Standort) | Friedhof                                         | Am Eingangstorbogen bezeichnet „1510“                                                | D-6-75-141-203 Wikidata | weitere Bilder |
| Friedhofweg 1 (Standort) | Friedhof, Kanzel                                 | Bezeichnet „1690“                                                                    | D-6-75-141-203 Wikidata | weitere Bilder |
| Friedhofweg 1 (Standort) | Friedhof, Grabsteine                             | Des 17./18. Jahrhunderts                                                             | D-6-75-141-203 Wikidata | BW             |
| Kirchplatz 9 (Standort)  | Rathaus                                          | Satteldachbau mit profilierten Rahmungen und Fachwerkobergeschoss, bezeichnet „1592“ | D-6-75-141-204 Wikidata | weitere Bilder |
| Kirchplatz 9 (Standort)  | Ehemalige Kirchenburganlage                      | Ein Rundturm und Teile der Mauer im Anschluss an das Rathaus erhalten                | D-6-75-141-204 Wikidata | weitere Bilder |
| Kirchplatz 9 (Standort)  | Grabplatten                                      | Des 17./18. Jahrhunderts                                                             | D-6-75-141-204 Wikidata | weitere Bilder |
| Kirchplatz 10 (Standort) | Evangelisch-lutherische Pfarrkirche St. Johannis | Chorturmkirche, Turm um 1300, Langhaus 1747; mit Ausstattung                         | D-6-75-141-201 Wikidata | weitere Bilder |

### Siedlung
| Lage                              | Objekt                              | Beschreibung | Akten-Nr.               | Bild           |
| --------------------------------- | ----------------------------------- | --- | ----------------------- | -------------- |
| Sankt-Vinzenz-Platz 12 (Standort) | Katholische Pfarrkirche St. Vinzenz | Verputzter Satteldachbau, gedrungener Turm mit Laterne, im Innern Langhaus und Chor in Form von Parabeltonnen, verputzte Holzbinderkonstruktion, 1949/50 als Notkirche von Hans Schädel; mit Ausstattung | D-6-75-141-208 Wikidata | weitere Bilder |

## Ehemalige Baudenkmäler
In diesem Abschnitt sind Objekte aufgeführt, die früher einmal in der Denkmalliste eingetragen waren, jetzt aber nicht mehr. Objekte, die in anderem Zusammenhang also z. B. als Teil eines Baudenkmals weiter eingetragen sind, sollen hier nicht aufgeführt werden. Aktennummern in diesem Abschnitt sind ehemalige, jetzt nicht mehr gültige Aktennummern.

| Lage                                 | Objekt   | Beschreibung | Akten-Nr.               | Bild           |
| ------------------------------------ | -------- | --- | ----------------------- | -------------- |
| Kitzingen Glauberstraße 6 (Standort) | Wohnhaus | Eingeschossiger Satteldachbau mit Mittelrisalit, Bruchsteinmauerwerk mit Sandsteingliederungen, klassizisierend, um 1900; aufgrund von Renovierungsmaßnahme Denkmalstatus eingebüßt | D-6-75-141-250 Wikidata | weitere Bilder |

## Abgegangene Baudenkmäler
In diesem Abschnitt sind Objekte aufgeführt, die früher einmal in der Denkmalliste eingetragen waren, jetzt aber nicht mehr existieren, z. B. weil sie abgebrochen wurden. Aktennummern in diesem Abschnitt sind ehemalige, jetzt nicht mehr gültige Aktennummern.

| Lage                                          | Objekt                                            | Beschreibung | Akten-Nr.               | Bild                                     |
| --------------------------------------------- | ------------------------------------------------- | --- | ----------------------- | ---------------------------------------- |
| Kitzingen Mainstockheimer Straße 9 (Standort) | Ehemalige Brauerei Kleinschroth, Gasthaus         | Eingeschossiger giebelständiger Mansarddachbau, um 1800; 2017 als abgerissen festgestellt                                          | D-6-75-141-247 Wikidata | weitere Bilder                           |
| Kitzingen Mainstockheimer Straße 9 (Standort) | Ehemalige Brauerei Kleinschroth, Gerstenlagerhaus | Kalkstein- und Ziegelbau mit Gliederungen, um 1880; 2017 als abgerissen festgestellt                                               | D-6-75-141-247 Wikidata | BW                                       |
| Kitzingen Mainstockheimer Straße 9 (Standort) | Ehemalige Brauerei Kleinschroth, Maschinenhäuser  | Mitte 19. Jahrhundert und 1887; 2017 als abgerissen festgestellt                                                                   | D-6-75-141-247 Wikidata | BW                                       |
| Kitzingen Obere Kirchgasse 20 (Standort)      | Betriebsgebäude des Kitzinger Bürgerbräus         | Ziegelbauten, 1901–1904, (zwei Malzhäuser, Maschinenhaus, Sudhaus und Lager-, Gär- und Kühlhaus); 2017 als abgerissen festgestellt | D-6-75-141-116 Wikidata | weitere Bilder                           |
| Kitzingen Schrannenstraße 34 (Standort)       | Wohnhaus                                          | Dreigeschossiger Satteldachbau, biedermeierlich, um 1820; 2015 durch Neubau ersetzt                                                | D-6-75-141-242 Wikidata | Wohnhaus                                 |
| Kitzingen Würzburger Straße 25 (Standort)     | Gasthof zum Goldenen Löwen                        | Zweigeschossiger Satteldachbau, 18. Jahrhundert, im 19. Jahrhundert und um 1930 verändert; 2017 als abgerissen festgestellt        | D-6-75-141-243 Wikidata | Gasthof zum Goldenen Löwen               |
| Kitzingen Würzburger Straße 25 (Standort)     | Gasthof zum Goldenen Löwen, Nebengebäude          | Zweigeschossiger Satteldachbau, 18. Jahrhundert; 2017 als abgerissen festgestellt                                                  | D-6-75-141-243 Wikidata | Gasthof zum Goldenen Löwen, Nebengebäude |